# Comuna Cașin, Bacău
Cașin este o comună în județul Bacău, Moldova, România, formată din satele Cașin (reședința) și Curița.

## Introducere
Vatra satului Cașin este așezată pe valea Cașinului la vărsarea pârâului Curița în râul Cașin ocupând valea pe întreaga ei lățime, din dealul Lăzii, peste apa Cașinului, și până sub coastele dealurilor Buciumi și Podu Mare. Privit de pe unul din dealurile înconjurătoare, satul apare într-un cadru de verdeață, format din viile și livezile ce-l înconjoară, dar și de mulțimea copacilor și a grădinilor ce-l împânzesc. De asemeni satul se observă frumos, cu casele sale așezate de o parte și de alta a șoselei, fiind plin de ulițe dese și întortocheate. În centrul satului, pe partea de apus a șoselei, se regăsesc cele patru edificii care îi aduc fală: Primăria Arhivat în 5 iunie 2017, la Wayback Machine., Școala generală, Căminul Cultural și Monumentul Eroilor. Acest monument a fost ridicat și dezvelit în data de 24 octombrie 1999, de către Ion Gosav în mandatul său ca primar, în prezența sutelor de cetățeni din comună, a elevilor și direcțiunii școlii reprezentată de către prof. Remus Bălănică, a câtorva zeci de veterani, și a preoților care au sfințit acest monument închinat celor dragi care s-au jertfit pe meleaguri străine pentru libertatea noastră. Peste drum de primărie se află cea mai veche biserică din comună, adând hramul „Adormirea Maicii Domnului”. Nicolae Iorga, venind dinspre Soveja și vizitând Cașinul, pe 5 august 1905, a scrie în lucrarea sa „Sate și Mănăstiri”: „Biserica cea veche din Cașin chiamă deodată privirile. Ea amintește în totul bisericile muntene și este un frumos tip al acestora. Caracterul ei muntenesc s-ar lămuri prin obârșia locuitorilor”. Mai la vale pe șosea se regăsește biserica cu hramul „Sfântul Dumitru” a cărei turle a fost dărâmată de cutremurul din 1977 și reconstruită ulterior. La marginea de apus a satului, șade umbrită in desișul copacilor biserica cu hramul „Sfinții Voievozi”. Intrând pe valea lăturalnică a Curiței, regăsim un sat frumos organizat de-a lungul șoselei. Acesta cuprinde o școală primară, un cămin cultural și o bisericuță având hramul „Sfântul Nicolae”.
Comuna Cașin beneficia în anul 2012 de următoarele facilități:
- Școală modernă în satul Cașin;
- Grădiniță modernă;
- Cămine culturale modernizate în satele Cașin și Curița;
- Dispensar public modernizat în satul Cașin;
- Trotuare comunale moderne cu flori și garduri vii, bănci și coșuri de gunoi;
- Rețea de gaze naturale;
- Rețea de apă curentă captată de la Valea Uzului;
- Sistem de colectare selectivă a deșeurilor;
- și multe altele, însă, cel mai important, un nou sediu al primăriei, mult mai modern decât cel din urmă, finalizat în anul 2010 de către profesor Cosmin Curelea printr-un proiect din mandatul său. De menționat este că domnul profesor Cosmin Curelea, pe lângă sediul nou al primăriei Cașin Arhivat în 5 iunie 2017, la Wayback Machine., a înfăptuit majoritatea realizărilor de mai sus, aducând comunei un prestigiu enorm dar și un plus de estetică.

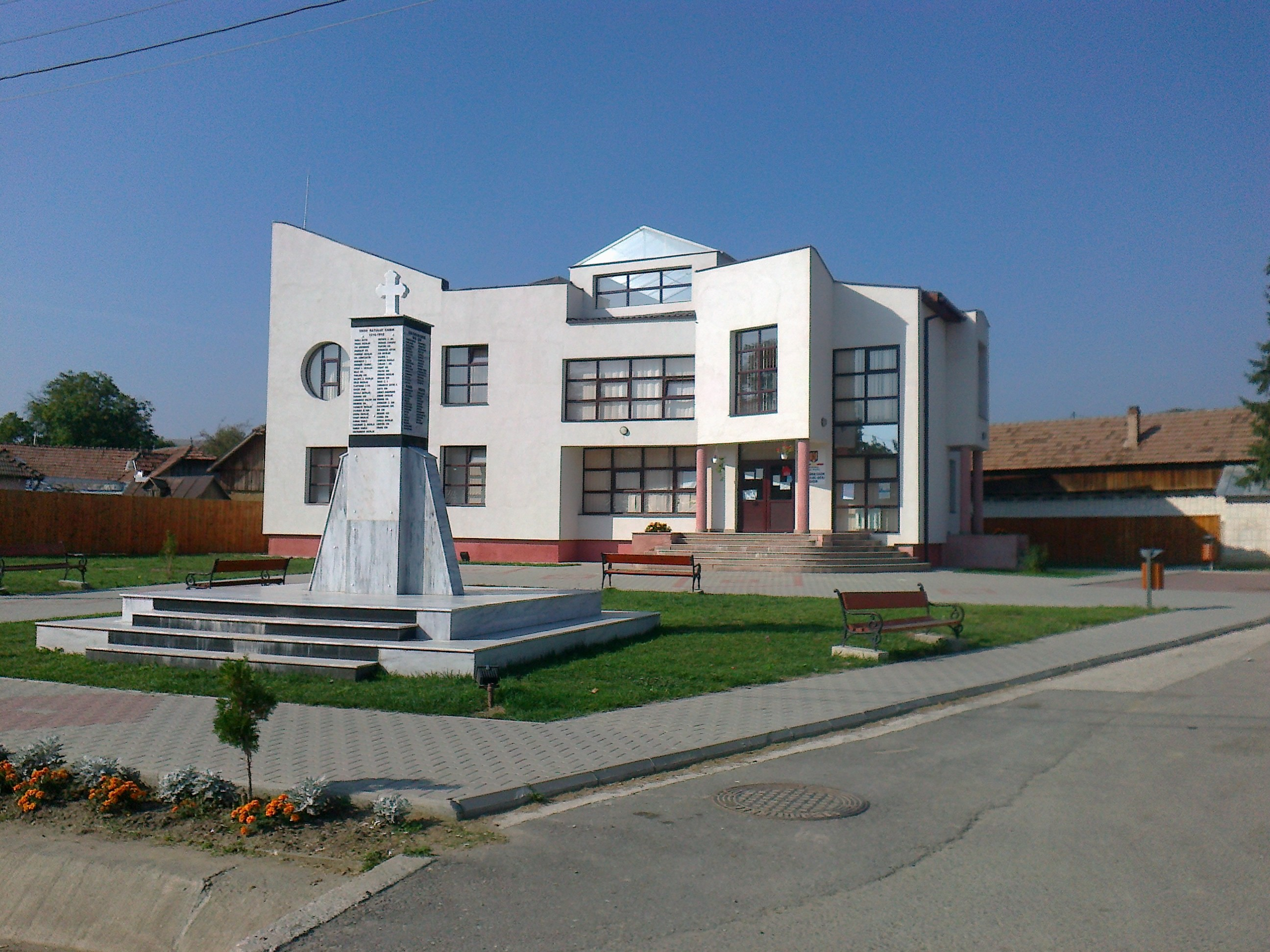
Piața primăriei Cașin, cuprinzând clădirea primăriei și Monumentul Eroilor

## Istoric

### Cașinul timpuriu

#### Stratul autohton
Înca de mai bine de 3000 de ani, pe teritoriul Cașinului de azi se găseau așezări omenești primitive. Acestea constituie stratul autohton.
Din cauza ploilor, înghețurilor, dezghețurilor și a altor fenomene, o parte a malului râului Cașin amplasat pe dealul Buciumi s-a surpat scoțând la iveală statuete de lut ars ce reprezentau zeii la care se închinau oamenii din acele timpuri, diferite vase de lut, ciocane, fierăstraie, securi, cuțite lucrate din cremene și pietre de măcinat, unele dintre acestea confirmând faptul că pe valea Cașinului se găseau așezări omenești încă de mai bine de 3000 de ani.

#### Așezări daco-romane
După ce Dacia a fost cucerită de către Imperiul Roman, și pe valea Cașinului s-au format așezări daco-romane.
O poveste populară locală și adevărată spune că: Acum un secol, în timp ce își desfunda cu plugul un teren din islazul său situat sub coasta dealului Stânii, Maria Vizitiu, o femeie din cotul Vlașca, a descoperit o oală de lut ars (anforă), plină cu 85 de monede de argint. Acestea au fost înmânate unui institut Academiei Române din București. Acele monezi sunt o mărturie care dovedește existența așezărilor daco-romane de pe valea Cașinului.

### Cașinul vechi

#### Stănești
La data de 15 martie 1410, Alexandru cel Bun dăruiește prin hrisovul de la Suceava, lui Ghelebi Miclouș și fiilor săi, Domoncuș, Blaj și Iacob, pentru munca cinstită asupra țării, șase sate: Cașin, Oituz, Grozești, Stănișorești, Lăslăuani și Stoenești.
Acest hrisov reprezintă primul document ce menționează existența în istorie a satului Cașin.
În hrisov se menționează: „Noi, Alexandru Voievod, domn al Țării Moldovei, înștiintare facem prin această carte a noastră, tuturor cui vor căuta pe dânsa, ori cetindu-să o vor auzi-o, pentru acest adevăr credincios sluga noastră, dumnealui Domoncuș stolnic și fratele său Blaj și Iacobu, fiul lui Gheleb Miclouș, ce au slujit ei mai înainte sfânt odihniților domnilor ce au fost mai înainte de noi cu dreaptă și credincioasă slujbă, dar astăzi ne slujesc nouă cu dreaptă și credincioasă slujbă. Drept aceea noi,... i-am miluit pe dânșii cu deosebita milă de le-am dat lor în țara noastră, a Moldovei, șase sate pe Cașin și pe Oituz anume Stînișoreștii, Săscăuții, Grozeștii și Stoieneștii de la Valcica ....cu toate hotarele lor”.
Tot pe la 1410, moșia Cașin a fost dată danie boierului Stan Cașen. Acesta a fondat la dreapta râului Cașin satul Stănești, sau nucleul a ceea ce avea să degenereze în istorie sub forma Cașinului de astăzi. Satul se numea Stănești sau Cașen de la numele lui Stan Cașen. Acest sat era amplasat pe ceea ce astăzi numim „Cătunul lui Briceag” sau „Cotul lui Briceag” și până „la Velniță”.
Al doilea însemnat document care menționează existența satului Stănești este hrisovul de la 20 iulie 1443, tocmit de Ștefan Voievod către boierul Vlasin Crețescu, prin care acesta primește drept danie de la domnitor „Siliștea la Cașin”. Aceasta era amplasată mai sus de Stan Cașen adică mai în amontele râului Cașin față de satul Stănești. Despădurind-o tatăl său Stan Crețul, Vlasin Crețescu creează sat ce avea să devină Vlașca de azi.

### Cașinul nou

#### Formarea Cașinului nou
Există două ipoteze ale formării Cașinului nou care implică popularea și a malului stâng al râului până la poalele dealului Lada.
Teoria I: Se spune din legendă bătrânească, faptul că prin secolul XV - XVI sosesc în Cașin patru ciobani mocani cu turmele lor. Fiecare căutându-și locul pe moșia Cașinului, au tăiat pădurea deasă ce au găsit-o și au făcut case pe loc. Apa limpede și rece ca la munte, mulțimea izvoarelor, mulțimea potențialelor pășuni după despădurire, toate acestea au fost un temei statornic pentru ca cei 4 ciobani să se stabilească pe valea Cașinului in vecinătatea satului Stănești. Împreună cu aceștia, au mai fost și alții care au rămas care la Bâlca, care la Soveja și care la Hârja, de aceea aceste comune seamănă întru port, tradiții, nume de familii, etc. Se crede că ciobanii au venit din Transilvania și Muntenia.
Teoria II: Gheorghe Ștefan, logofăt al domnitorului Vasile Lupu și domnitor la rândul lui din 1643 până în 1658, deținea mari moșii: pe valea Siretului (Răcăciuni, Sascut, Valea Seacă, etc), pe valea Trotușului (Bogdana, Cașen, etc). Marea parte a moșiei Cașinului nu era ocupată de satul Stănești, ci de padure deasă de fag și de stejar ce încă se întâlnea aici și în cea mai mare parte pe malul stâng al râului.Gheorghe Ștefan domnitor, cu acordul Principelui Transilvaniei Gheorghe Rákóczi al II-lea, migrează trei sferturi din populația localităților Rucăr și Dragoslavele din județul Muscel pentru a întemeia localitățile Rucăr și Dragoslavele din județul Putna, dar un număr mic de rucăreni și dragosloveni împreună cu secăreni și suseni din județul Ciuc, ajung la valea Cașinului tăind padurile dese și statornicindu-se in vecinătate satului Stănești. Aceste patru mici au evitat însă a se uni între ele păstrîndu-și originea etnică precum și unele tradiții. Ei erau amplasați astfel: Rucărenii în centrul Cașinului nou format în timp, dragoslovenii în partea de apus și miază-noapte, secărenii în partea de răsărit iar susenii în partea de miază-zi. Odată cu scurgerea timpului însă, toate aceste comunități împreună cu satul Stănești s-au alipit formând Cașinul nou.
Chiar și așa, Cașinul a continuat până pe la sfârșitul secolului al XVII -lea a se numi Stănești.

### Cașin iși pierde libertatea
Timp de mai bine de jumătate de secol, de pe la sfârșitul secolului al XVIII -lea și până pe la jumătatea secolului al XIX -lea, locuitorii localității Stănești ce acum se cheamă Cașen de la apa Cașinului, au fost obligați să se supună Mănăstirii Cașin precum toate celelalte sate mănăstirești. Mănăstirea Cașin a fost construită în anul 1655 de către domnitorul Gheorghe Ștefan, cu 800 de țigani robi. După clădire, ea a fost închinată sfântului Munte Athos iar toate satele aflate pe pământul acesteia trebuiau, prin legea bisericească a timpului, să se supună Arhimandrit Egumenului Dionisie.

#### Cele două procese dintre locuitorii din Cașen și Mănăstire
Deoarece locuitorii din Cașen refuzau a se supune Mănăstirii, au avut loc doua procese judecate la Divanul Domnesc din Iași.
1. Primul proces a avut loc în timpul Voievodului Alexandru Calimach la data de 1797 martie 17. La primul proces, Mănăstirea a făcut jalbă la Divan pentru ca și Stănești, ce se cheamă Cașen de la apa Cașinului, să se supună acesteia precum toate celelalte sate aflate pe pământurile sale. Spre apărarea lor, locuitorii din Cașen prezintă Divanului existența a trei hrisoave ce le aprobă existența liberă, anume hrisovul lui: Grigore Alexandru Ghica, Constantin Dumitru Moruzi și Alexandru Constantin Moruzi. În același timp, și Mănăstirea prezintă hrisoavele de la 1660 ianuarie 18 al lui Gheorghe Ștefan precum și pe cel de la 1662 ianuarie 10 al lui Dabija Vodă, prin care demonstrează că Stănești, ce se cheamă acum Cașen de la apa Cașinului, trebuie să se supună Mănăstirii la fel ca și celelalte sate aflate pe pământ mănăstiresc. Astfel în urma primului proces judecat in timpul domnitorului Alexandru Calimach, Divanul Domnesc hotărăște:
- locuitorii satului Cașen trebuie să facă zile de ponturi pentru Mănăstire.
- ei trebuie să dea Mănăstirii din toate produsele lor afară de legume care sunt pentru casă.
- nu au dreptul de a vinde în sat vin sau carne fără încuziințarea Mănăstirii.
- pot pășuna animalele doar pe fânețele date de Mănăstire.
- nu pot pescui un ceas în sus și unul în jos de la Mănăstire.

2. Al doilea proces a fost stârnit de către locuitorii satului Cașen atunci când la tronul țării s-a urcat domnitorul Constantin Ipsilanti. Aceștia au arătat și noului domnitor hrisoavele ce le dețin de la domnitorii din urmă cerând libertate în fața Mănăstirii asemeni satelor răzeșești. Mănăstirea s-a apărat din nou cu cele două hrisoave ale sale. Rezultatul celui de al doilea proces a fost doar puțin mai favorabil sătenilor din Cașen, ei rămânând supuși Mănăstirii. Singura schimbare pe care a îngăduit-o domitorul Constantin Ipsilanti a fost vânzarea de carne de către orice locuitor al satului.

### Cașinul modern

#### Întemeierea satului Curița
În anul 1711 se întemeiază satul Curița cu numele după apa Curiței. La început depindea de administrația mănăstirii însă, la 1874 s-a alăturat comunei Bogdănești. S-a despărțit apoi formând comuna aparte, însă din lipsă de venituri, Curița s-a alipit la Cașin așa cum o găsim până azi. Cu acordul Mănăstirii, aici a fost construită biserica „Sfâtul Nicolae”.

#### Întemeierea „Cătunului Vlașca”
În anul 1864 se constată oficial „Cătunul Vlașca” cu numele de la Vlasin Crețescu. La început cătunul Vlașca era administrat de Mănăstire, dar în 1908 se alipește la Cașin. Se spune că puțin în urmă de 1864, au sosit în Cașin șatre de țigani fierari, cismari și lăutari. Aceștia au fost împroprietăriți de către domnitorul Alexandru Ioan Cuza în 1864 în cătunul Vlașca și se gasesc acolo până azi. Dintre cei mai vechi țigani, de relgie creștini ortodoxi, se evidențiază Vasile Aradului, Aleco Parno, Costache Parno și Ion Cheptănuș.

#### Întemeierea „Cătunului Pochița”
În anul 1864 se formează și „Cătunul Pochița” în urma împroprietăririi a 30 de familii de clăcași din comuna Gropile. Până la 1877, cătunul Pochița a făcut parte din comuna Gropile după care s-a alipit la Cașin. Peste scurt timp iar a trecut la comuna Gropile pentru ca în 1908, cătunul Pochița, să se unească cu comuna Cașin până astăzi.

#### Comuna după 1864
La sfârșitul secolului al XIX-lea, comuna făcea parte din plasa Trotușul a județului Bacău și era, ca și acum, formată din satele Cașin și Curița, având în total 1774 de locuitori ce trăiau în 455 de case. În comună existau o școală mixtă cu 24 de elevi (între care 9 fete) deschisă în 1865 și patru biserici (trei la Cașin și una la Curița). Anuarul Socec din 1925 consemnează comuna în aceeași plasă, având 2178 de locuitori în satele Cașin, Curița, Pochița și Vlașca. În 1931, comuna avea în compunere satele Cașin, Curița, Pochița, Vlașca (Gura Curiței), Buciumi și Răcăuți (ultimele două preluate de la comuna Onești).
În 1950, comuna Cașin a trecut în administrarea raionului Târgu Ocna din regiunea Bacău și între timp satele Buciumi și Răcăuți s-au separat, formând o comună de sine stătătoare. În 1968, comuna Cașin a revenit la județul Bacău, reînființat; tot atunci s-au desființat și satele Pochița, Vlașca și Suseni (ultimul apărut recent), toate trei fiind incluse în satul Cașin.

### Cașinul contemporan
În zilele noastre, Comuna Cașin este o comună liberă, condusă de către un primar. Ea însă se aseamănă cu cea din zilele secolului trecut din punct de vedere al satelor componente, anume: Curița și Cașin. Populația din Cătunul Pochița și Cătunul Vlașca este scăzută, acestea neavând statut de sat. Populația din Cătunul lui Briceag este aproape nesemnificativă datorită numărului foarte redus (apx. 10 gospodării). Acest fenomen este o urmare a modernizării omului în general și a comunei, astfel încât cu mijloacele contemporane de transport, respectiv automobilele, să fie destul de dificil a ajunge în acest cătun.

## Demografie
Componența etnică a comunei Cașin
     Români (87,56%)
     Alte etnii (1,17%)
     Necunoscută (11,27%)
Componența confesională a comunei Cașin
     Ortodocși (86,61%)
     Alte religii (1,56%)
     Necunoscută (11,82%)
Conform recensământului efectuat în 2021, populația comunei Cașin se ridică la 3.586 de locuitori, în creștere față de recensământul anterior din 2011, când fuseseră înregistrați 3.387 de locuitori. Majoritatea locuitorilor sunt români (87,56%), iar pentru 11,27% nu se cunoaște apartenența etnică. Din punct de vedere confesional, majoritatea locuitorilor sunt ortodocși (86,61%), iar pentru 11,82% nu se cunoaște apartenența confesională.

## Politică și administrație
Comuna Cașin este administrată de un primar și un consiliu local compus din 13 consilieri. Primarul, Ioan-Cosmin Curelea[*], de la Partidul Social Democrat, este în funcție din octombrie 2020. Începând cu alegerile locale din 2024, consiliul local are următoarea componență pe partide politice:
|  | Partid                          | Consilieri | Componența Consiliului | Componența Consiliului | Componența Consiliului | Componența Consiliului | Componența Consiliului | Componența Consiliului | Componența Consiliului |
|  | ------------------------------- | ---------- | ---------------------- | ---------------------- | ---------------------- | ---------------------- | ---------------------- | ---------------------- | ---------------------- |
|  | Partidul Social Democrat        | 7          |                        |                        |                        |                        |                        |                        |                        |
|  | Partidul Național Liberal       | 5          |                        |                        |                        |                        |                        |                        |                        |
|  | Alianța pentru Unirea Românilor | 1          |                        |                        |                        |                        |                        |                        |                        |

## Geografia

### Poziția geografică

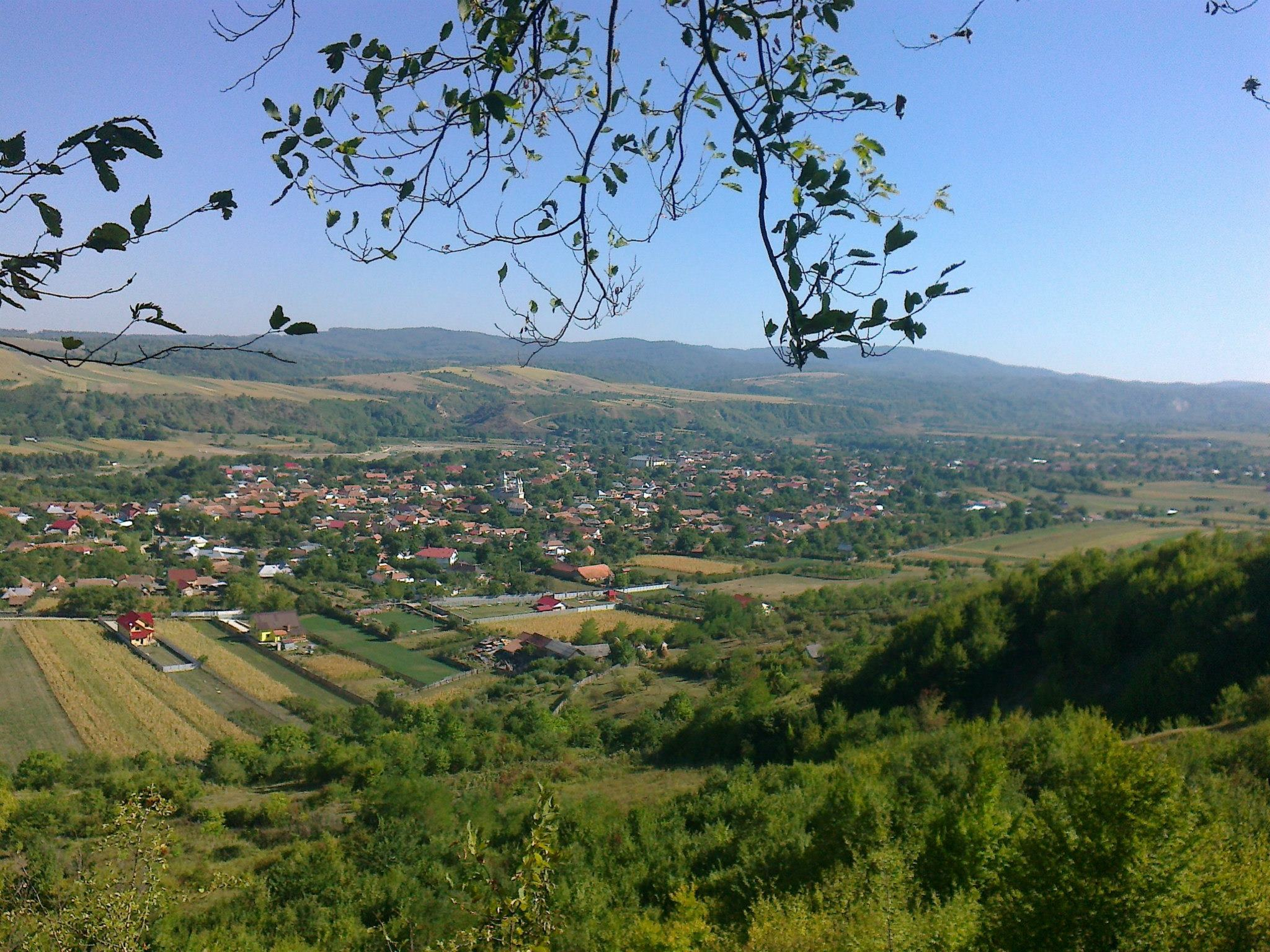
Comuna Cașin văzută de pe dealul Lada

Comuna Cașin se află în sud-vestul județului, la sud de municipiul Onești. Este străbătută de șoseaua județeană DJ115, care o leagă spre sud de Mănăstirea Cașin (până în satul Scutaru) și spre nord de Onești (unde se termină în DN11). Acest drum a fost reabilitat, turnându-se covor bituminos, de către fostul primar Ion Gosav, printr-un proiect susținut de acesta în mandatul său.
Teritoriul comunei Cașin se întinde pe văile râurilor Cașin și Curița, învecinându-se cu comunele Mănăstirea Cașin, Bogdănești, Buciumi și cu orașul Onești.

### Relieful
Comuna este înconjurată de dealurile Buciumi, Podu Mare, Dolca, dealul Stânii, Chiva, Purcăreața, Măguricea, Buhu, Lada și Cuciur. Dintre acestea, cel mai înalt este Dolca cu 511 metri altitudine față de nivelul mării. Toate aceste dealuri, erau în urmă cu sute de ani împodobite cu păduri falnice de fag și de stejar. Astăzi însă, în locul lor se fac semănături, pădurile căzând pradă lăcomiei omului de a le defrișa pentru propriile interese. Pătura arabilă din cuprinsul comunei este un pământ argilo-nisipos pe șes, iar pe dealuri pământul este mai mult argilo-calcaros. Se mai găsesc în multe părți și aluviuni. Intrând în detaliu, putem menționa faptul că la suprafața pământului se vede o pătură subțire de 10–30 cm care formează pământul arabil pentru ca mai jos să fie o pătură de vreo doi metri adâncime de pământ argilos, și o alta și mai groasă formată din pietriș și stânci argilo-calcaroasă.
Ținutul este bogat în pășuni și fânețe cu iarbă grasă iar pădurile rămase, cu animale sălbatice care mai fac uneori stricăciuni semănăturilor. Pământurile sunt fertile, bune pentru cultivarea cerealelor, în deosebi a porumbului. Pe dealurile din jur sunt cultivate mai ales livezile dar și vița-de-vie. Dealurile de asemeni mai sunt bogate și în cătină, porumbele, zgorghine, coarne, etc. toate acestea fiind culese atât pentru producție proprie de băuturi alcoolice, cât și pentru comerț, ele fiind vândute. Altădată se cultiva mult inul și cânepa, ele fiind foarte folosite în acele vremuri. Acum însă, apariția materialelor sintetice și de bumbac au stopat cultivarea inului și a cânepii.

### Hidrografia

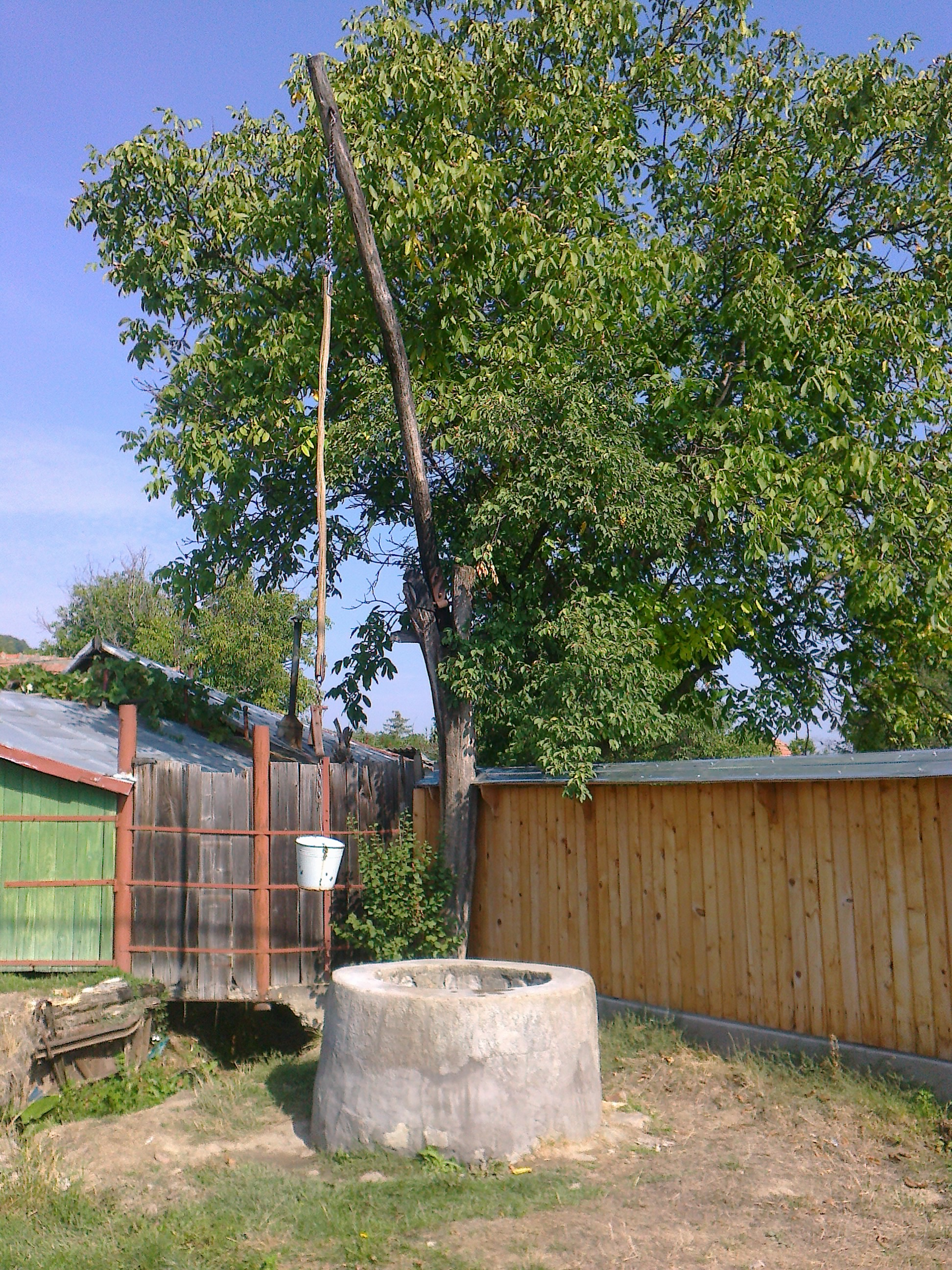
Una din puținele fântâni cu cumpănă din comună, construită înainte de 1900 de Costache Bălănică. (În stânga fântânii, pârâul Lada ce coboară de pe dealul Lada).

Pe lângă o mulțime de izvoare și ape bune de băut care sunt pretutindeni pe teritoriul comunei, aceasta este scăldată de râul ce îi împarte numele. Râul Cașin izvorăște din muntele Cașin, județul Covasna, traversând pe lungimea de aproximativ 50 km satele Mănăstirea Cașin, Lupești, Cașin și orașul Onești unde se varsă în râul Trotuș. Pe acest traseu primește afluenți de dreapta pâraiele: Tălâmba, Ciobotarul Dulce, Zboinița, Calasăul Mare, Haloșul Ciubotarului, apa pârâului Crețu, Vale Rea Mare, Vale Rea Mică și pârâul lui Miron. Depe partea stângă, râul primește afluenți pâraiele: Fata Moartă, Paltinul, Pietrosul, Clăbucul, Ghioina, Sărățelul, Curița, Lada, Bărăcea și Cuciur. Unele dintre aceste pâraie nu au nicio însemnătate, apa lor secând mai totdeauna. Numai ploile abundente le mai reînvie albia amintindu-ne uneori cu neplăcere de prezența lor căci, produc stricăciuni gospodăriilor aflate în jur. Pârâul Curița izvorăște din spatele muntelui „Măgura Cașinului”, din coastele dealului „Chioșuri” și adună până la vărsarea în Cașin afluenți de dreapta, pâraiele: Bulziș, Sârbul, Sihastru, Brăduleasa, Corbu, Lărguța și pârâul Stânii. Din partea stângă, pârâul Curița adună afluenți pâraiele: pârâul Popii, pârâul Barbului și pârâul Sărat.

### Clima
Comuna Cașin, fiind situată la ieșirea din munți pe o vale larg deschisă către E, N-E, și la 260 metri altitudine, totuși, aceasta iarna este ferită de crivățul aspru iar vara nu simte foarte intens arșița soarelui datorită dealurilor din împrejurimi și a vecinătății munților. Cașinul este astfel ferit de urgiile naturii, și totodată un loc binecuvântat de Dumnezeu. De regulă iarna ninge potrivit, zăpada acoperind solul timp de 70 - 50 de zile, cu un strat de 20 - 30 de cm. Când iernile sunt grele, zăpada poate întrece și un metru. Trecerile de la un anotimp la altul se face destul de încet. Cu toate acestea, uneori căldura vine deodată așa încât iarna există zile de adevărată primăvară. Zilele de primăvară încep in mod normal odată cu luna Aprilie. Rar mai sunt în această lună înghețuri slabe, astfel viile și livezile dau rod mult și se dezvoltă foarte bine.

## Economia

### Activități economice
Locuitorii comunei Cașin, încă din cele mai vechi timpuri, au muncit atât ca agricultori cât și ca crescători de animale datorită pământurilor moșiei Cașin și a obârșiei locuitorilor care la origine erau ciobani bârsani și mocani. Țăranii lucrau pământurile agricole producând în special porumb, care era necesar oamenilor, lucerna care era necesara cailor, și alte cereale, ovăz, grâu, orz, precum și cartofi. Ca îngrășământ ei foloseau bălegarul de cal căci sporea mult rodnicia pământului. Dealurile erau bune producătoare de viță-de-vie iar livezile des întâlnite erau pline de pomi fructiferi. Coastele dealurilor erau altădată plantate cu viță indigenă din soiuri cele mai bune și potrivite climatului. Acestea dădeau un vin foarte bun și sănătos. Filoxera însă a distrus aceste vii iar sătenii luând pildă rea de prin alte ținuturi, au replantat cu hibrizi: terasă, noha, steibel, etc, care pe lângă vinuri proaste și dăunătoare sănătății, acestea strică și bunul renume al viței românești.
Fânețele și pășunile fiind acoperite cu iarbă grasă, în comună se regăsesc numeroase familii care cresc vaci și viței, pentru carne și lapte. Se regăsesc de asemeni și numeroase stâne. Pentru carne sunt crescuți în sat și alte animale și păsări de curte, cele din urmă fiind și producătoare de ouă care aduceau profit la vânzare. O altă ocupație a locuitorilor apicultura făcea ca poienile să fie pline cu stupi care aduceau o recoltă îmbelșugată de ceară și miere. Grădinile sătenilor erau roditoare și pline de tot soiul de legume și verdețuri folosite la mâncăruri. În general, cășuneanul a avut pe tot parcursul anului cămara plină cu mâncare și băutură, fiind harnic și muncind pentru procurarea acestora.
Râul Cașin și pârâul Curița sunt bogate în următoarele specii de pește: păstrăv, mreană, scoboi, clean, molane, sglavoci, porcușori, gâriți, raci și scoici de apă dulce. Prinderea și vânzarea de pește reprezenta o ocupație aducătoare de bani.
Aceste activități nu mai sunt prestate atât de intens de către cășuneni așa cum se întâmpla înaintea industrializării și modernizării treptate a orașului Onești, mulți fiind acum angajați la un loc de muncă în oraș, de unde își câștigă traiul și venitul cu care își poate cumpăra de pe piață orice produs din cele menționate mai sus pentru care trebuie altfel să muncești. Există totuși numeroase cazuri în care sătenii ce au loc de muncă în oraș, sunt nevoiți să muncească pământul și să crească animale din pricina veniturilor mici cu care nu poate achiziționa carne sau alte produse necesare lor. Alții însă o fac din plăcere, datorită caracterului lor și a faptului că sunt cășuneni gospodari care nu pot trăi fără puțină mișcare sănătoasă și productivă prin muncă.

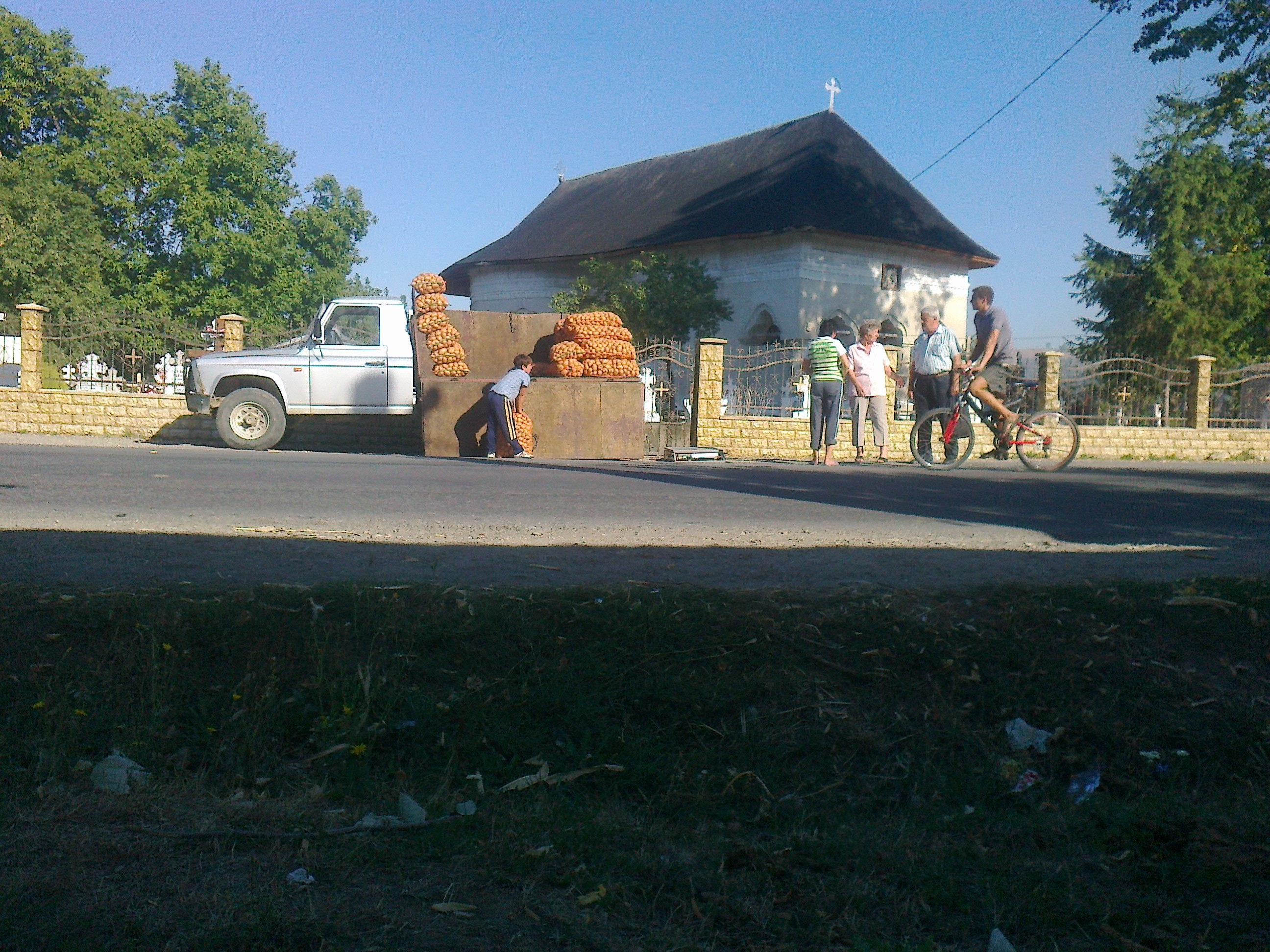
Activitate de vânzare cartofi în comuna Cașin

Pe vremuri, pe când nu exista economia de piață, cu toate că erau lucrate toate pământurile agricole, recolta de porumb ajungea la puțină lume de la un an la altul. Astfel a luat naștere o nouă ocupație specifică oarecum cășunenilor, anume cărăușia. Cărăușii aveau căruțe legate în fier, cu cai robuști, alții cu boi în jug, și cutreierau satele ținuturilor din jur a Transilvaniei, a Moldovei și Basarabiei, și a Munteniei, cărând diverse mărfuri din zone îmbelșugate în zone unde nevoia lor este mult simțită, înlesnind astfel comerțul dintre aceste zone. Negoțul acesta le aducea profituri remarcabile, sporind prestigiul Cașinului. Pe atunci, drumurile nefiind pietruite, o călătorie până la Galați dura 3-4 săptămâni, iar în timpuri ploioase și mai mult, de aceea bătrânii care prestau această meserie, se spovedeau și își făceau testamentul înainte de a pleca în cursă. Meseria lor era grea: veșnic pe drumuri, prin viscole și ninsori, prin ger și arșițe, dar le era și o școală totodată, căci multe vedeau și multe învățau. De aceea prin munca lor, prin istețime și chibzuință, ei au gospodării frumoase, bine întreținute și curate, răsfrângându-se acest merit gospodinelor, și potrivindu-se aici de minune proverbul popular: „Jupânul ține drumul, jupâneasa ține casa”. Astăzi cărăușia este practicată de un număr semnificativ de săteni, însă la un alt nivel potrivit secolului al XXI -lea, și mai poartă denumirea de speculă. Despre veniturile actuale ale cărăușilor putem spune că sunt considerabile însumate în decursul a o lună de zile față de salariul mediu al unui cetățean român, estimat la 1000 de RON. Forța de muncă plătită în comună este ridicată. Aceasta este reprezentată în primul rând de manipulanții care lucrează la cărăuși pentru a-i ajuta să manevreze cantități mari de marfă, iar în al doilea rând, de țigani din Vlașca ce sunt lucrători de pământ. Pe raza comunei Cașin, își are sediul si S.C. Vinul Casin, cu obiect de activitate in domeniul înființării plantațiilor viticole. Activitate economica a societății este de data recenta, dar foarte importanta pentru comuna. În cadrul acestei societăți, activează ca salariați numeroși cetățeni ai comunei.

### Instituții economice

##### Banca populară
La data de 5 februarie 1893 a luat ființă Banca Populară „Cașinul” din comună din inițiativa învățătorilor, preoților și fruntașilor săteni din acea vreme, începând cu un capital de 2631 de lei, și cu un număr de 25 de membri. Primul consiliu de administrație al băncii a fost:
- Președinte - Neculai Pâslaru, învățător;
- Vice președinte - Gh. Floroiu, primar;
- Casier I.Mânecuță, învățător;
- Contabil - Neculai Pâslaru, învățător.

Banca a mers progresând din ce în ce și a avut epoca ei de înflorire. După primul război mondial luând ființă mai multe partide politice, sătenii sub influența intelectualilor din sat și atrași de demagogia politicienilor, s-au înscris la acestea începând o luptă aprigă pentru a pune mâna pe conducerea băncii, care din institut de credit și economie a fost transformată în instrument politic. În prezent, banca este desființată de mult din secolul trecut.

##### Magazine

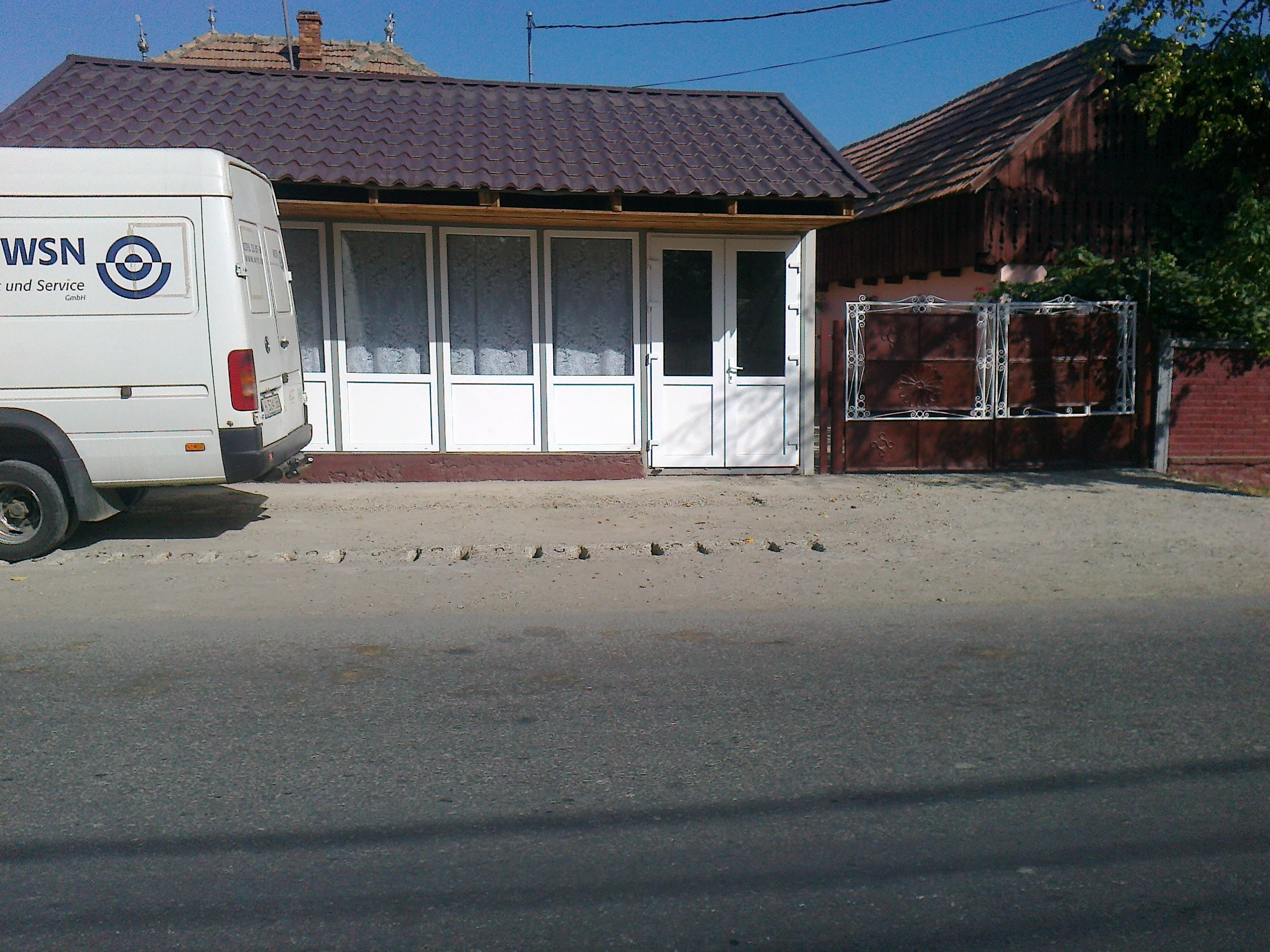
Corpul magazinului Manea Ionuț care nu activează momentan

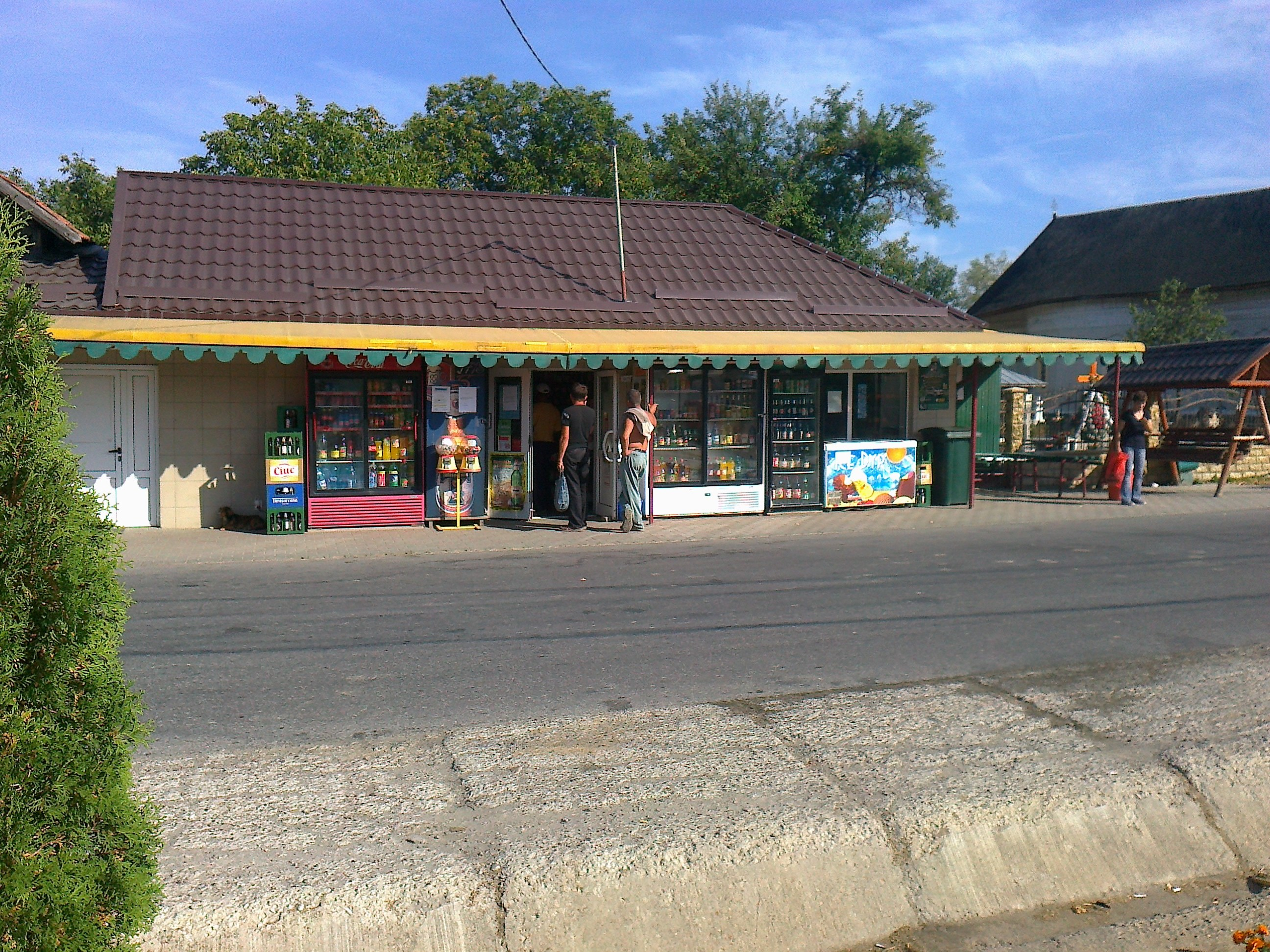
Magazinul „Ciolana”

În urmă cu zeci de ani, în perioada comunistă, comuna Cașin avea un singur magazin, aparținând statului. Acesta era magazinul „Universal”. Având un corp de clădire mare, cuprindea tot felul de produse pentru locuitorii comunei. Astăzi, clădirea acestui magazin aparține lui Roger Bunghez, însă nu poate funcționa datorită stării foarte proaste a ei, aceasta fiind veche și nerecondiționată, improprie unui magazin.
La ora actuală se regăsesc în cardul satului Cașin 11 magazine, particulare, funcționale, și unul care nu se știe dacă va activa. După denumirea uzuală folosită de săteni, acestea sunt:;
- Central
- la „Cimpoia”;
- la „Ciolana”;
- la „Nicușor Mîșu”;
- la „Roșu”;
- la „Nina”;
- Profi Loco.
- Magazinul ce nu funcționează încă, nu și-a format o denumire în rândul sătenilor, însă el se află pe proprietatea familiei Manea Ionuț.

Privind numărul mare de magazine pe care îl deține satul Cașin, rezultă faptul că există putere mare de cumpărare din partea populației. Având în vedere faptul că nu este un sat foarte numeros, înseamnă că puținii locuitori au venituri mari din care își permit a face cheltuieli pe măsură. Așa se explică numărul ridicat de puncte economice în satul Cașin.

##### Piața de legume
În urmă cu aproximativ 10 ani, funcționa în centrul comunei o piața mică de legume, îngrădită cu garduri, și având vreo 5-10 tarabe. De acolo se aprovizionau pe timpuri toti locuitorii comunei cărora recolta grădinii proprii nu le era îndeajuns. Astăzi, piața nu mai există, iar acel spațiu aparține primăriei, făcând parte din „piața primăriei Arhivat în 5 iunie 2017, la Wayback Machine.” Cașin.

### Industria

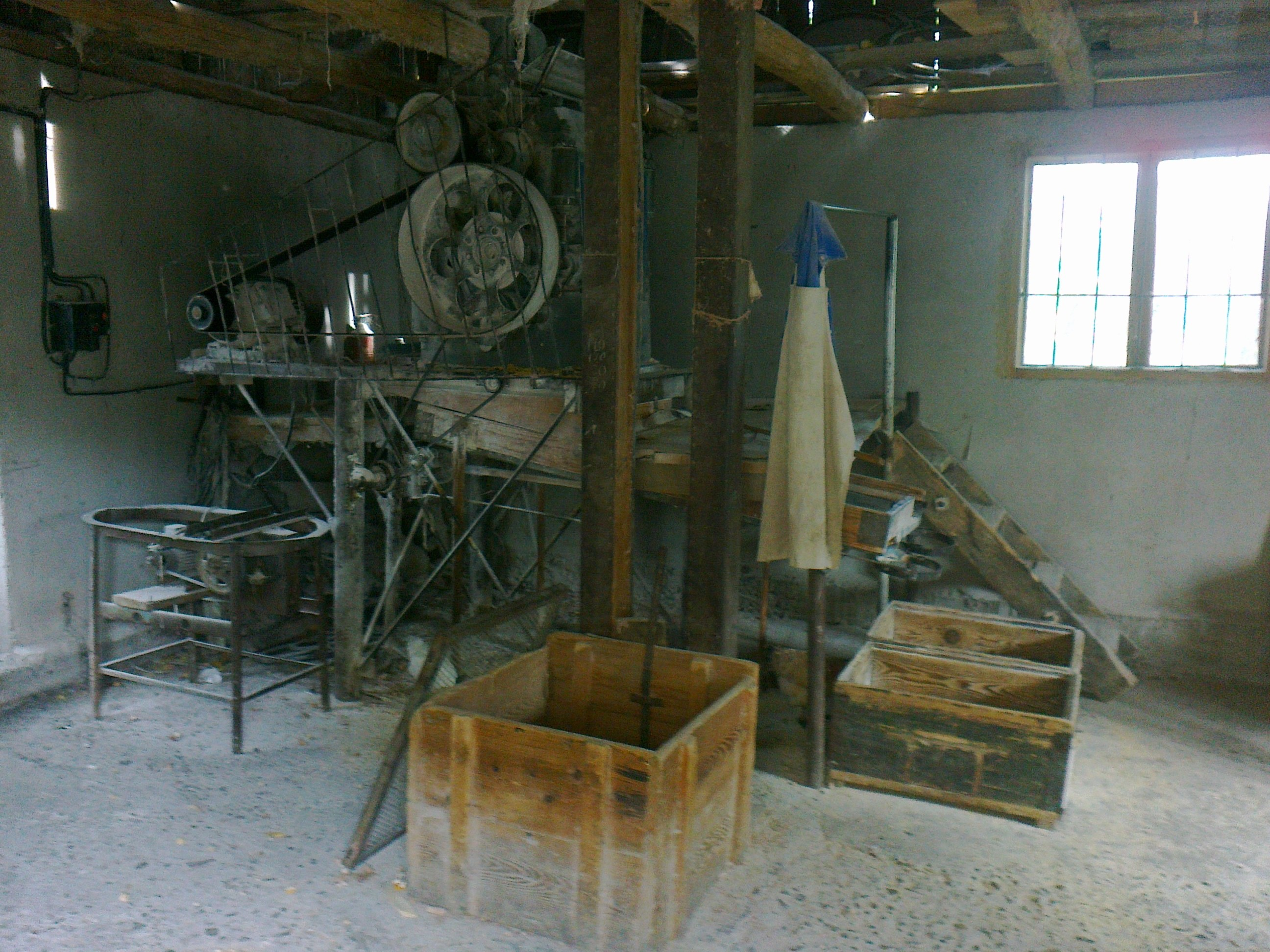
Cea mai veche moară de măcinat din comuna Cașin

Industria la Cașin se poate rezuma la cele trei mori de apă cu câte două rânduri de pietre a 36 țoli care puteau măcina pe lună 45 de vagoane de cereale. În prezent, aceste mori nu mai există, însă se găsesc în sat 5 mori electrice de măcinat cereale:
- la Mișu;
- la Ardeleanu;
- la Milu;
- la Gherasim;
- la Mîșu.

Moara de măcinat cereale de la „Gherasim” este al domnului inginer Mocanu, care dealtfel a și construit-o. A cumpărat piesele după revoluția de la 1989 din Caraș Severin, însă a finalizat-o abia în 1994, lucrând ziua și schițând pe hârtie noaptea. În prim plan, morii i-a fost destinat un motor cu ardere internă ca la tractor, însă ea a fost concepută până la urmă pe curent electric. Această moară este în prezent cea mai veche din întreaga comună Cașin.
Tot pe proprietatea domnului inginer Mocanu, alături de clădirea în care se află moara, este și un cazan de rachiu, unde cășunenii și locuitori ai altor sate vin pentru a-și prepara rachiul. La Cașin se obișnuiește ca rachiul să fie făcut din prune și pierje, ci nu din tescovină precum în alte părți.
Industria casnică era altădată foarte dezvoltată, sătencile lucrând din lâna oilor și din cânepa cultivată de ele, atât îmbrăcăminte trebuitoare lor, cât și pentru negoț. Astfel lucrau: ițari subțiri din lână pentru vară, ițari groși, bătuți la pică, pentru iarnă, numiți cioareci, sumane, sarici, scoarțe, leicere, păretare, fote, brâie, călțuni, pânză, cămeși, și altele. Piața de desfacere a acestor manufacturi era renumitul iarmaroc din comună. Odată cu decăderea iarmarocului și schimbarea portului strămoșesc, a decăzut și industria casnică.
Cea mai importantă activitate industriala, este cea a exploatării și prelucrării lemnului. Pe raza comunei funcționează 3 întreprinderi, ce au ca obiect exploatarea și prelucrarea lemnului. În cadrul acestor societăți sunt angajați în jur de 60 de salariați. Cele 3 societăți sunt S.C. Lanet s.r.l., S.C. Tudose s.r.l, S.C. Caribic s.r.l. .

### Iarmarocul
Iarmarocul de la Cașin care se ținea altădată de la 1 la 20 August a fiecărui an, la Sânta Maria Mare, are o vechime de peste 300 de ani, fiind înființat din timpul când moșia Cașinului era stăpânită de călugări greci ai Mănăstirii Cașin. O organizare mai elaborată a iarmarocului este înfăptuită de către arendașul grec Asemache pe la 1848. Taxele ce se încasau erau socotite în galbeni, icusari și huseși. La 1864 iarmarocul a trecut în stăpânirea statului. Prin decretul regal din 3 februarie 1884, comuna Cașin a fost autorizată să perceapă 1% din prețul vânzării unei vite și 50 de bani pe zi de la negustorii ambulanți din târg. La început veneau negustori turci și greci, numiți corocari, care își transportau mărfurile pe spinarea cailor. Turcii aduceau de vânzare: pistoale, pânză de bumbac, numită „Bogasiu”, țesături turcești din păr de capră numită pânză „Hasa”, desagi, traiste, inele și cercei iar grecii aduceau cuțite cu teacă, brice țărănești și altele. Nici italienii nu se lăsau mai prejos, ei aducând cele mai fine cuțitașe cu prăsele de os și pumnale cu mănunchi din picioare de căprioară. Cășunenii mai aduceau la iarmaroc miere de albine, căci ei erau buni apicultori, iar aceasta era la mare căutare în rândul turcilor și a grecilor.
Iarmarocul a luat mai târziu o dezvoltare de necrezut. Mărfurile aduse din Iași, București și Transilvania, blănurile din Rusia, valurile de sumane și aba, lucrate la Cașin și satele vecine, nu mai încăpeau în cele 111 de bărătci ale satului și în cele 30-40 ale sătenilor. Negustorii aveau depozite și prin casele cășunenilor. În afară de aceste mărfuri, se mai aduceau vagoane de lână de la Botoșani și Dorohoiu, burdufuri mari de brânză, cașcavalul afumat, brânză bătută în coajă de brad, păpuși de caș afumate, aduse mai ales de la munte de ciobanii din Brețcu. Tot în iarmaroc se vindeau și o mulțime de mărfuri casnice: ițari, cergi, cioareci, cojoace, căciuli, cămăși de cânepă țărănești, valuri de pânză de cânepă și bumbac lucrate la Cașin și prin alte sate din cuprinsul județului Bacău. Mai erau încă prăvălii cu hamuri de lux cu belciuge nichelate, și o librărie cu cărți evreiești. Apoi menagerii, circuri, panorame, comedii, ateliere de fotografii și multe alte distracții.
Mărfurile se vindeau cu toptanul și cu bucata în valoare de sute de mii de lei. Oborul de vite era de asemeni foarte renumit. Se strângeau până la 1000 de perechi de boi, 600 de vaci de lapte, capre și cai de muncă. Boierii din Moldova și Grofii din Ardeal aduceau spre vânzare mulți cai și armăsari de lux. Cei mai serioși cumpărători de boi pentru plug și vaci de lapte erau ploeștenii și brăilenii. Până la sosirea lor în târg, vânzarea de vite era slabă, dar după venirea lor, funcționarii nu mai puteau dovedi cu viza biletelor de vânzare.
După urma acestui iarmaroc, statul, comuna și sătenii încasau sume frumoase, dar partea leului era a arendașului. Din 1864, data când statul a devenit proprietar, iarmarocul a fost dat prin licitație publică. În condițiile de arendare erau precizate clar taxele ce se puteau încasa, însă, arendașii neținând cont de acestea, și încasând după bunul lor plac, sileau pe negustori ca la rândul lor să înșele pe cumpărători la măsură și preț. După războiul de întregire, iarmarocul Cașinului a început să decadă. Ultima lovitură i-a dat-o comuna Onești cu stația de cale ferată care a fost autorizată să țină 58 de iarmaroace pe an.
În prezent, iarmarocul comunei Cașin este doar o amintire frumoasă a ceea ce a fost cândva, în timp ce orașul Onești ține iarmaroc săptămânal, tot timpul anului, în fiecare zi de sâmbătă.

### Transporturile

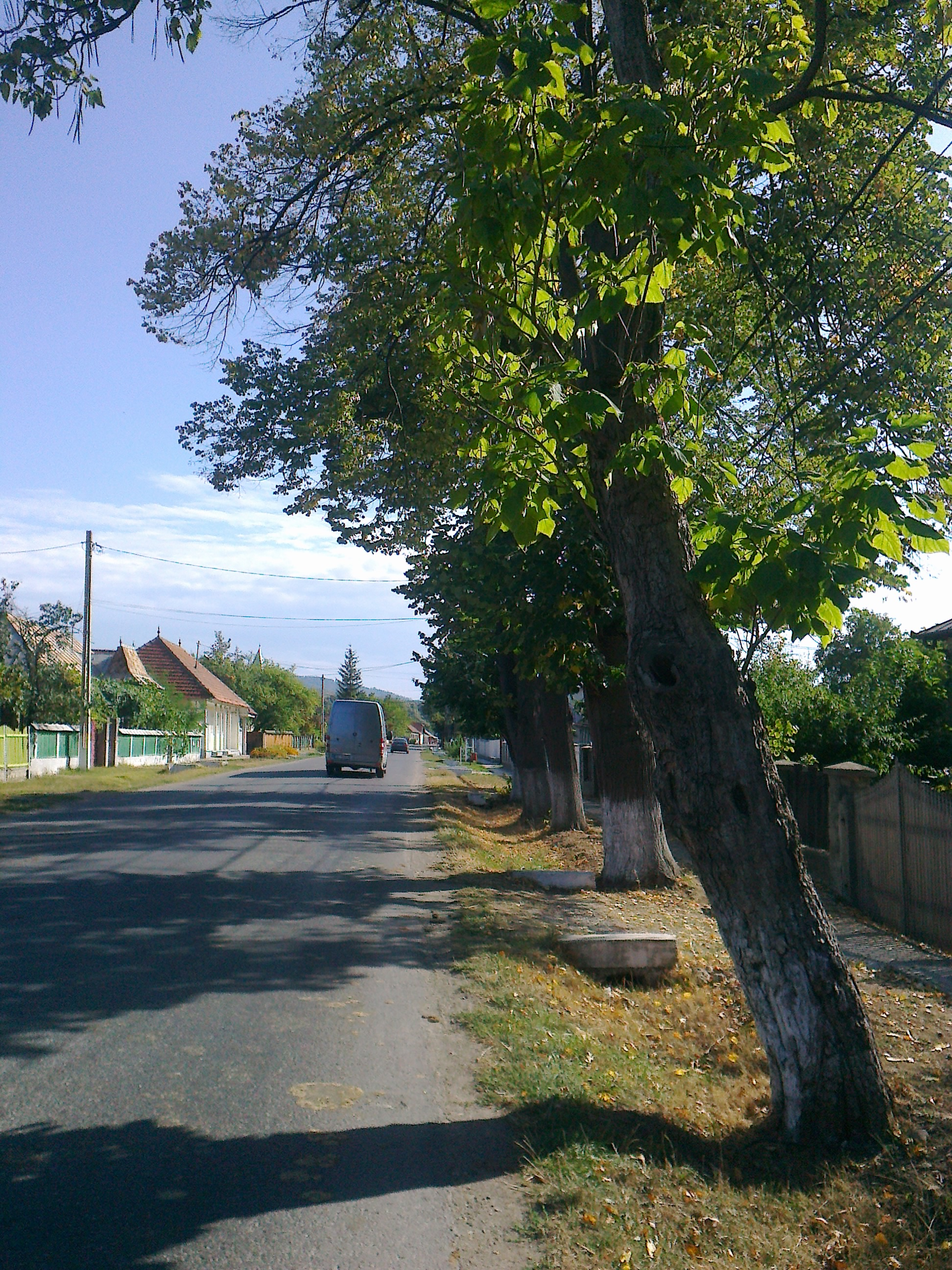
Șoseaua principală a comunei Cașin

În urmă cu sute de ani, drumul ce lega moșia Cașin de cea a Oneștiului nu era asfaltată, iar mijloacele de transport erau căruțe, șarete și calești trase de cai. Astfel parcurgerea acestui drum dura ore bune, mai ales când ploua, zona pârâului Cuciur făcând mari probleme cu glodul rezultat. În urmă cu mai bine de 10 ani, pe când asfaltul exista dar foarte deteriorat, același traseu dura mai bine de 20 de minute. Cu ajutorul mijloacelor de transporturilor din ziua de azi, și a infrastructurii, o călătorie cu un automobil mic se efectuează în aproximativ cinci minute.
În prezent, transportul prin și spre comuna Cașin nu mai este o problemă, principalul factor benefic fiind infrastructura. Șoseaua principală care traversează comuna, anume drumul județean DJ 115, este asfaltată cu covor bituminos, iar drumurile comunale atât de multe și de întortocheate, se află majoritatea într-o stare relativ bună având în vedere că sunt neasfaltate. Pe lângă faptul că la ore regulate trec prin comună autobuze urmând traseele Onești - Cașin - Mănăstirea Cașin, un număr semnificativ de săteni (majoritatea țigani din Vlașca), prestează meseria de „ciubucar”, transportând persoane cu autoturisme proprii, pe același traseu al autobuzelor și la același tarif.
În cadrul comunei regăsim următoarele stații de autobuz:
- La Curița;
- la „podul Curiței”;
- lângă magazinul „Ciolana”;
- în fața magazinelor „Milu” și „Nicușor Mîșu”;
- devale în dreptul uliței vis a vis de magazinul „Cimpoia”;
- devale lângă troiță.

De menționat este faptul că, secolul trecut exista o linie ferată care unea „Poiana Scutarului” cu gara Onești, trecând și prin Cașin. Calea ferată deservea la exploatarea forestieră și a înlesnit transporturile pentru armată în al II -lea război mondial. Acum, în Cașin, pe locul fostei căi ferate se află un drum comunal lung dintr-un capăt în altul al satului asemeni unei șosele de centură a orașelor.

## Cultura

### Biserica
În satul Cașin sunt trei biserici cu o vechime de peste două sute de ani. Existența a trei biserici într-un sat cu o populație restrânsă pe acele vremuri, nu poate fi explicată decât prin sentimentul religios al sătenilor, foarte dezvoltat, și mai ales prin spiritul de conservare etică al acelor partu tabere de coloniști - întemeietorii satului - care ferindu-se a trăi împreună, și-au construit biserici aparte. Tot așa se explică și mulțimea preoților de altădată, câte doi și trei de fiecare biserică.

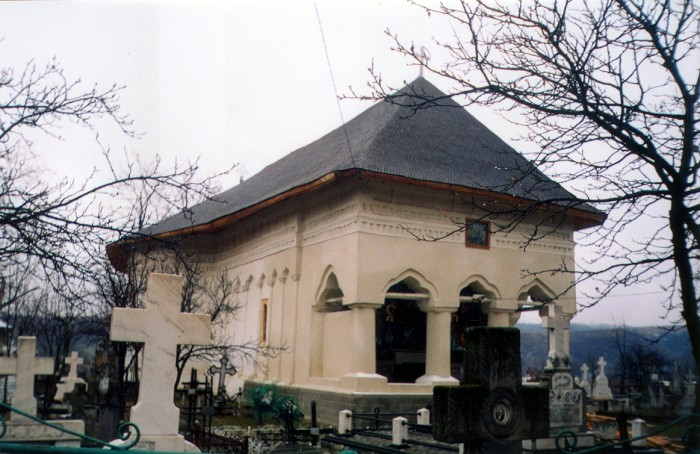
Biserica cu hramul „Adormirea Maicii Domnului” din Cașin

#### Biserica cu hramul „Adormirea Maicii Domnului”
Această Sfântă biserică este cea mai veche din localitate, fiind clădită în anul 1711, conform tradiției satului. În dosul icoanei ce reprezintă praznicul împărătesc, se găsește o inscripție din care se constată reparația Catapitesmei în 1797, zugrav fiind I. Popovici. Nicolae Iorga, venind dinspre Soveja și vizitând Cașinul, pe 5 august 1905, a scrie în lucrarea sa „Sate și Mănăstiri”: „Biserica cea veche din Cașin chiamă deodată privirile. Ea amintește în totul bisericile muntene și este un frumos tip al acestora. Caracterul ei muntenesc s-ar lămuri prin obârșia locuitorilor”. Biserica este clădită din cărămidă, dar cadrul fin sculptat al ferestrelor este din piatră. Pridvorul este deschis având patru stâlpi despărțiți prin arcade ogivale. Alți stâlpi ca aceștia arată asemeni unei perdele între naos și pronaos. Pereții sunt sprijiniți de contraforturi solizi. Astăzi, preotul paroh care slujește la această biserică este Daniel Iordan. În cadrul acestei parohii face parte și bisericuța „Sfântul Nicolae” din Curița.

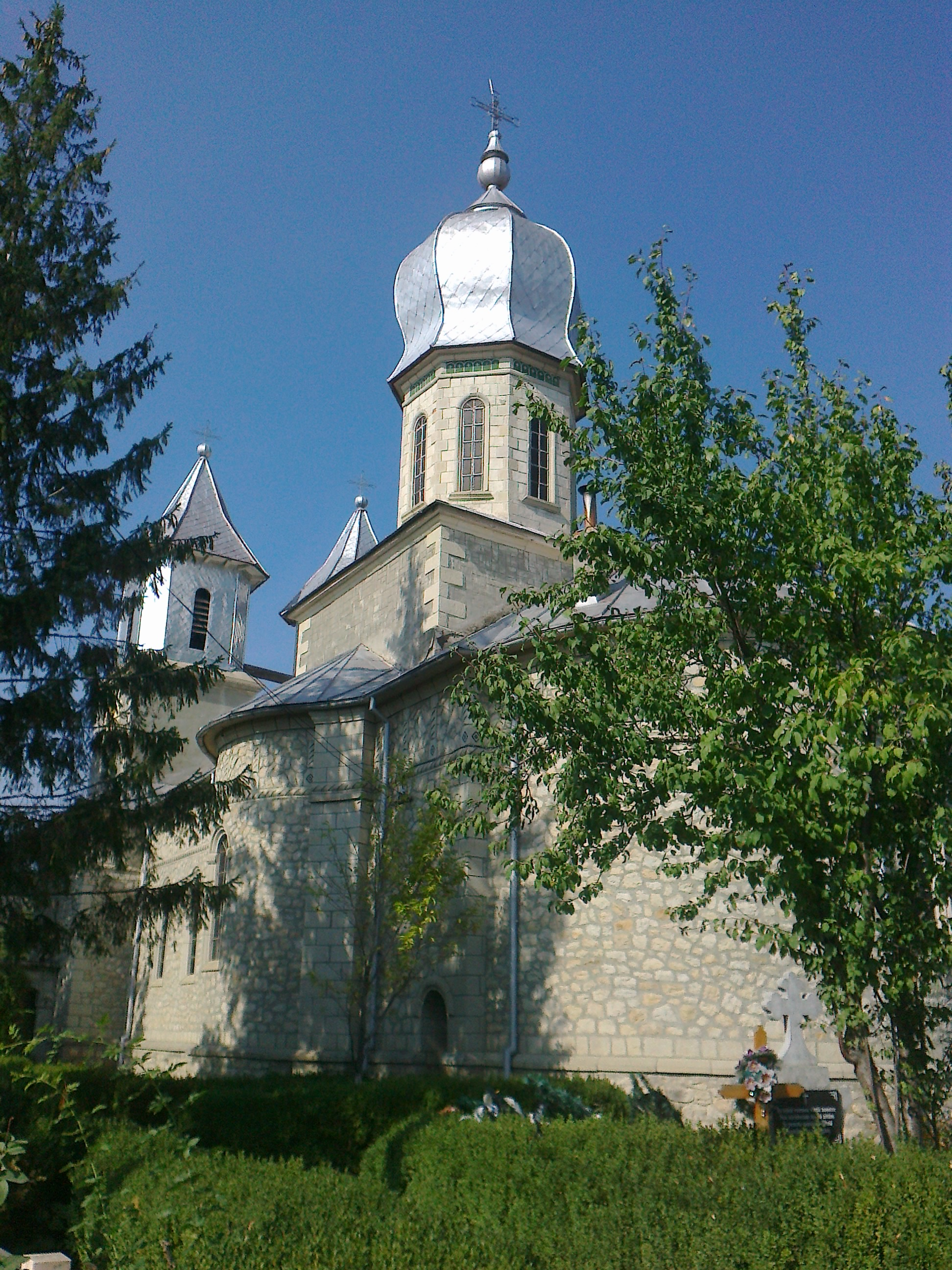
Biserica cu hramul „Sfântul Dumitru” din Cașin

#### Biserica cu hramul „Sfântul Dumitru”
Această Sfântă biserică a început a se zidi în anul 1840 cu cheltuiala Egumenului Mănăstirii Cașinului - Isaiia Țarigrădeanul - care a zidit-o până la ferestre, iar de aici și până la terminare, în 1843, a fost zidită prin stăruința și contribuția preotului I. Smărăndoiu și a Ieromonahului N. Velniceru, ajutați și de alți binefăcători. Clopotnița este făcută de I. Smărăndoiu, fiul preotului Smărăndoiu, în 1862. În locul acestei Sfinte biserici a fost înainte altă bisericuță de lemn tot cu hramul Sfântul Dumitru. La marele cutremur din 1977, clopotnița a fost avariată fiind ulterior reparată. Preotul paroh ce slujește astăzi la această Sfântă biserică este Marius Cojocaru. Acestei parohii i se mai adaugă și biserica de lemn cu hramul „Sfinții Voievozi”.

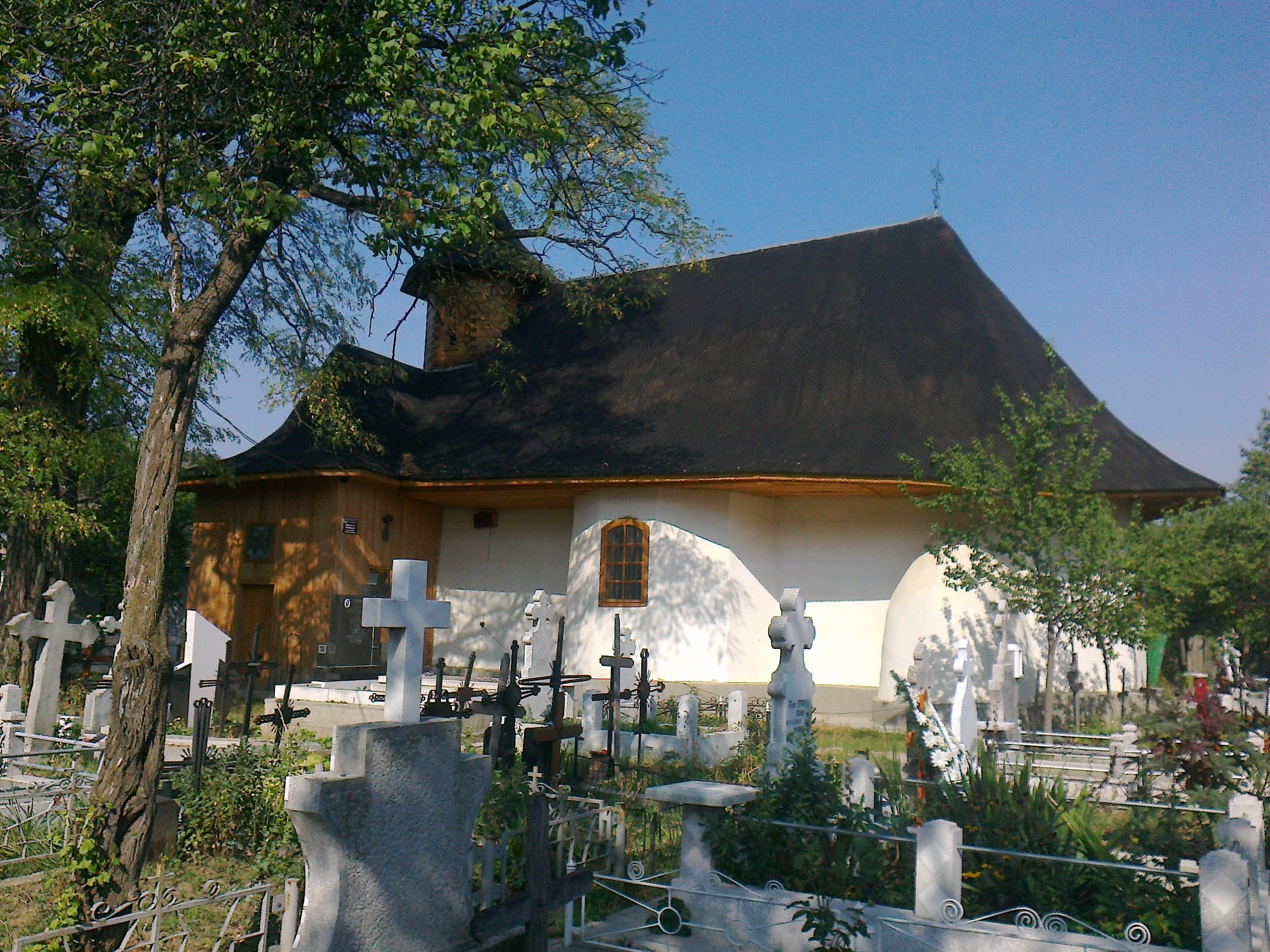
Biserica cu hramul „Sfinții Voievozi” din Cașin

#### Biserica cu hramul „Sfinții Voievozi”
Această Sfântă biserică a fost construită din lemn în anul 1796 după cum se constată din inscripția din dosul icoanelor Sf. Voievozi. Aparține astăzi parohiei bisericii cu hramul „Sfântul Dumitru”.

#### Bisericuța cu hramul „Sfântul Nicolae” din Curița
Este clădită din lemn de stejar tăiată de pe terenul din jurul ei. Construcția este făcută în 1777 de către preotul Neculai Sbârcea, după cum dovedește următorul document:  Cuvioșiei Cat. Egumen Kir Kirile, Cu părintească Blagoslovire „Pentru biserica ce va să facă preotul Neculai Sbârcea pe moșia Curița a Mănăstirii Cașin, de vreme ce sunt în mijloc presupusuri ca acelea, se cade să dea numitul preot zapis mănăstirii și într-acel chip îi vei da și Cuvioșia ta voie să o facă, căci noi nu poftim pagubă Mănăstirei. Și cu această suntem cuvioșiei tale părinte sfletesc.”

#### Obicei religios părăsit
Până acum 90 de ani, preoții Cașinului făceau serviciu religios în fiecare zi, dimineața „utrenie” iar seara „vicernie”. Bătrânii și mai ales bătrânele, mergeau regulat la această slujbă și seara și dimineața. La sărbătorile mici se trăgea doar clopotul cel mare și se bătea toaca de lemn, iar la sărbătorile mari se bătea toaca de fier și se trăgeau amândouă clopotele.

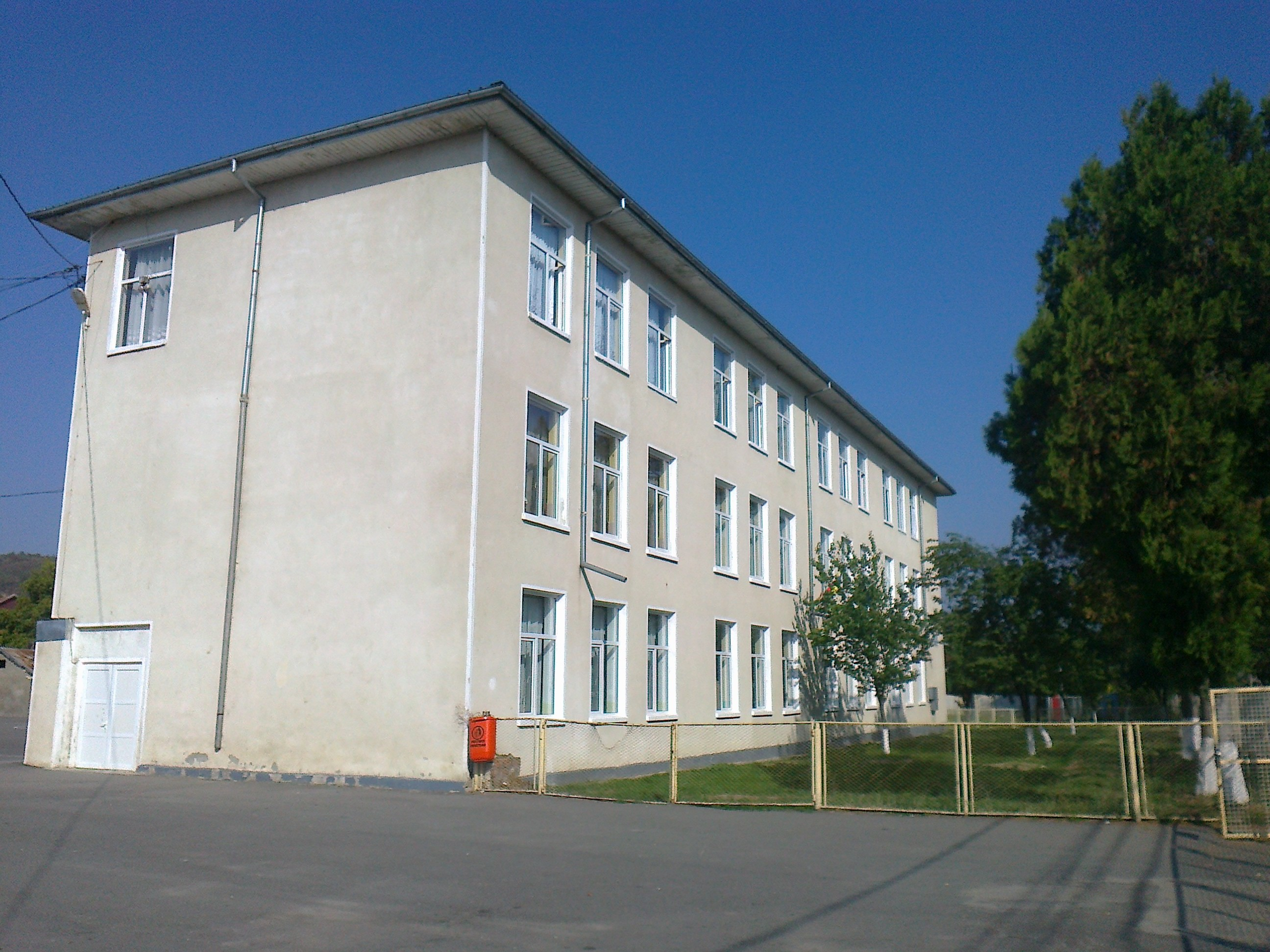
Școala generală I-VIII Cașin Neculai Pâslaru

### Școala
Școala la Cașin a luat mai întâi ființă în biserică, acolo fiind tiparul, limba și focul românismului, bisericii datorându-se multe scrieri vechi în limba română strămoșească.
În anul 1858, a luat ființă școala din Cașin sub conducerea cântărețului Ion Poncoș (Zărnescu), fiind întreținută de părinții elevilor. Se preda cântul bisericesc, citirea ceaslovului, rânduiala slujbei bisericești și învățarea rugăciunilor. Deoarece se dădea deosebită însemnătate cântului, școala purta numele de „Școala de cântăreți”. Ea a funcționat regulat timp de partu ani, până în 1862, când cursurile au fost suspendate, din motive necunoscute. La 2 ianuarie 1865, școala se reînființează, de data aceasta pe seama statului și cu o nouă organizare.
Localul de școală a fost construit în 1898 și avea 4 săli de clasă, cancelaria și locuință pentru drector. Școala este astăzi modernă, deținând multe facilități standarde timpului în care trăim. Incinta ei se regăsește în centru comunei Cașin, lângă Căminul Cultural.
Școala din Curița este înființată la 1 octombrie 1905 și a funcționat până în anul 2010. Înainte ca aceasta să fie construită, dar și după ce ea nu mai funcționează, copiii din Curița învățau la Școala Cașin.

### Grădinița

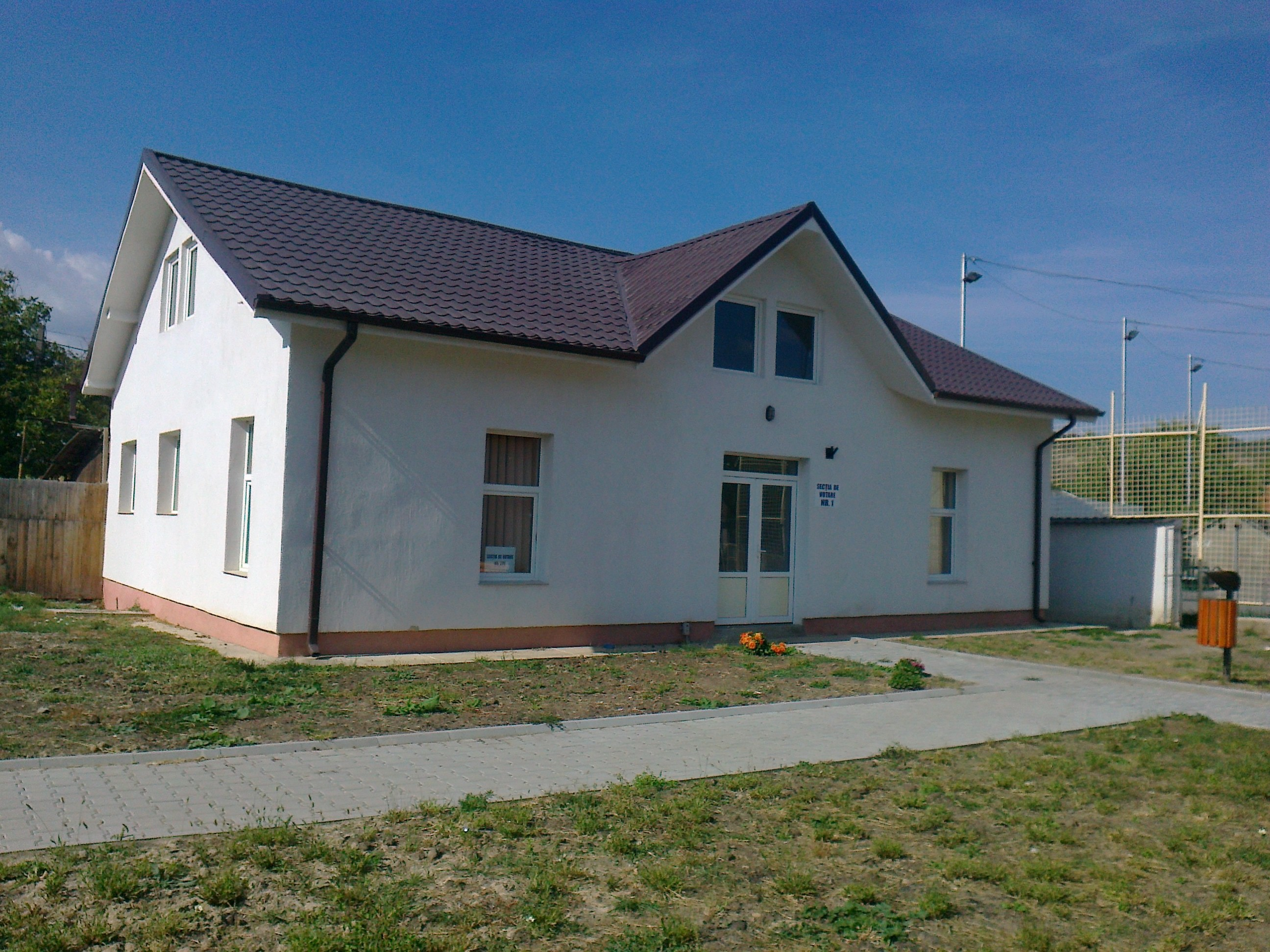
Grădinița modernă din Cașin.

Până prin 2008, preșcolarii învățau la o grădiniță mai veche, aflată pe un teren din fața bisericii cu hramul „Sfântu Dumitru”. Acum există în Cașin un corp nou și modern de grădiniță, dar care nu funcționează încă, copiii învățând în clădirea Școlii Cașin.

### Biblioteca
Biblioteca din Cașin a fost înființată în anul 1901 de către directorul școlii din acea vreme, Neculai Pâslaru. A primit din partea școlii numeroase cărți de literatură, știință și cultură sătească. În timpul primului război mondial, a fost devastată pierdându-se multe cărți de valoare. Astăzi se numește „Biblioteca Populară Căpitan de rezervă Ștefan C. Petrovici”, mort în respectivul război. Familia acestui erou, în amintirea scumpului lor fiu, au donat de la Cluj o mulțime de cărți valoroase, precum și mobilier pentru bibliotecă, un aparat de radio, o presă pentru cărți, clei și șfoară, și altele. Prin această donație făcută de distinsele persoane, biblioteca din Cașin s-a îmbogățit semnificativ având o colecție de cărți destul de valoroasă, atât ca preț cât și ca importanță.
Astăzi biblioteca, pe lângă toate celelalte, mai cuprinde și patru computere conectate la internet și imprimantă, pentru a deservi nevoile de studiu ale copiilor și adulților din comună.

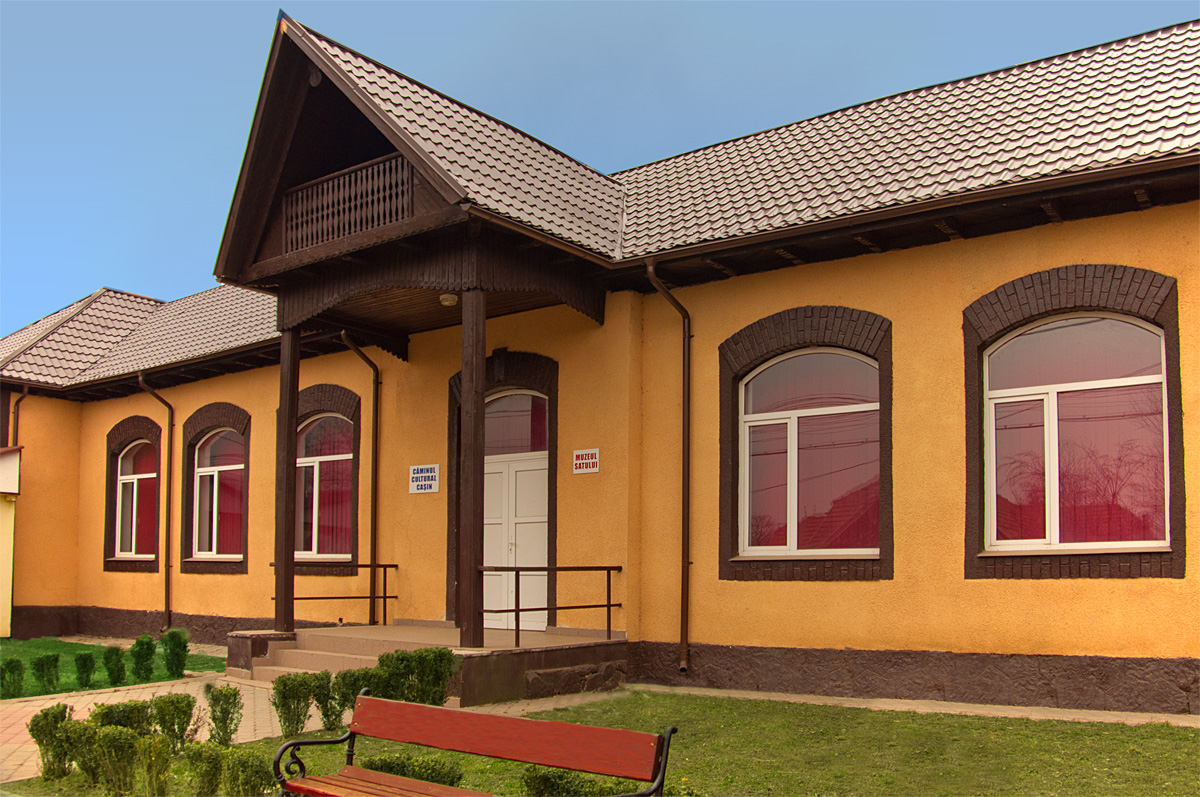
Căminul cultural Cașin

### Căminul Cultural
În timpul primului război mondial, din inițiativa generalului Manolescu, a fost construit în satul Cașin precum și în alte sate din zona războiului, câte o clădire intitulată „Casa Națională”, cu scop de a servi ca sală pentru teatru sătesc, cinematograf, sărbători populare și tot ce contribuie la cultura sătenilor. Tot în această casă se fac nunți, petreceri populare, iar altădată hore în Duminicile și sărbătorile de peste an. Prin aceasta se urmărește ca tineretul să nu mai petreacă prin cârciume. Casa Națională, sau Căminul Cultural, se întreține prin taxele încasate cu ocazia nunților, a cumetriilor, etc.
În prezent, Căminul Cultural este unul modern, fiind una din cele trei construcții care dă fală satului.

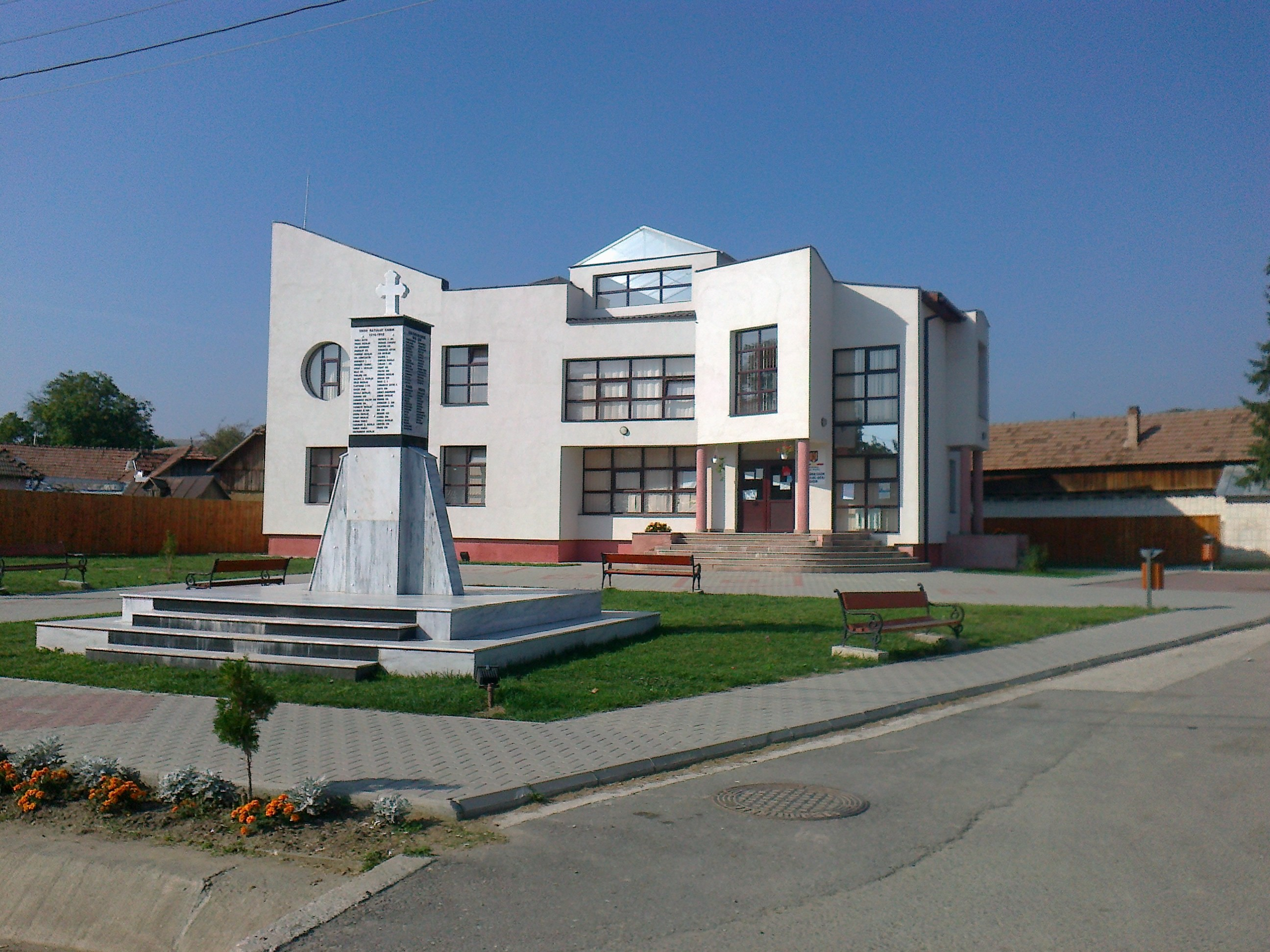
Piața primăriei Cașin, cuprinzând clădirea primăriei și Monumentul Eroilor

### Cimitirul Eroilor
Cimitirul Eroilor este locașul unde locuiesc în vecii vecilor trupurile neînsuflețite ale acelora care și-au sacrificat sângele și viața pentru independența și întregirea neamului.
După terminarea primului război mondial, s-au întreprins cercetări pe văile, coastele și crestele munților, pe dealuri și toate meleagurile unde au fost lupte. S-au adunat os cu os, trupurile celor căzuți în luptă, s-a făcut identificarea războinicilor pe cât s-a putut. S-a format un cimitir militar la locul numit „Pârâul Sărat” între satele Cașin și Curița. Eroii identificați au fost îngropați fiecare în mormânt separat, având fiecare la cap o cruce de lemn pe care era scris numele și unitatea din care făcea parte. Cei neidentificați au fost îngropați într-un mormânt comun. În fiecare an la Sărbătoarea Eroilor (Înălțarea la Ceruri a Domnului nostru Iisus Hristos), mulți săteni în frunte cu Clerul, școala și autoritățile locale asistă la parastasul ce se face în amintirea celor căzuți pe câmpul de luptă. Ghirlande de flori acopereau mormintele, lumina lumânărilor aprinse la fiecare mormânt, bocetele duioase ale femeilor, glasul preoților, al cântăreților și al corului școlar, făceau o atmosferă așa de pioasă și de înălțătoare, încât storceau lacrimi din ochii tuturor.
În ziua de 19 aprilie 1918, Regina Maria vizitând cimitirul Eroilor de la Cașin - Curița, scrie în lucrarea sa, „Povestea vieții mele”: „Am vizitat și unul din marile cimitire militare, nu departe de Mănăstirea Cașin, într-o mică și adâncă vale lăturalnică. Este un loc pustiu și melancolic printre dealuri joase și sterpe, dar este minunat de bine îngrijit și orânduit. Sunt câteva sute de morminte cu cruci de lemn de mesteacăn. Toate de aceeași mărime. Fiecare cruce are câte o coroană de frunziș de brad, atârnată de brațele ei întoarse. Coroanele se vestejiseră și căpătaseră culoarea ruginie. Soarele era în asfințit și lumina cu ultimele lui raze crucile albe și ramurile veștejite, care dobândiseră culoarea vie portocalie ca fundurile dealurilor sterpe în culoarea nisipului fără un singur pom; era o simfonie melancolică, dar nespus de armonioasă. Rătăcind de colo, colo multă vreme, printre tăcute oase a crucilor, întrebându-mă cine plânge oare, sau e chinuit de dor după aceste tinere ființe care n-aveau să se mai întoarcă la vetrele lor niciodată”. ”Societatea mormintelor Eroilor” a dezgropat pe toți scumpii noștri morți din cimitirul „Pârâul Sărat”, i-a transportat și reînhumat la Cimitirul din Onești, departe de locul unde luptaseră ei. Cimitirul din Cașin era o vie mărturie a luptelor grele din 1917, de pe valea Curiței, stropită cu sângele și albită cu oasele celor peste trei mii de eroi numai ai comunei Cașin.
Astăzi, există în centru comunei, în fața primăriei Arhivat în 5 iunie 2017, la Wayback Machine. un monument din marmoră, albă și neagră, pe care sunt înscrise numele tuturor eroilor comunei, și amintește de jertfa făcută de aceștia în primul război mondial. Acest monument a fost ridicat și dezvelit în data de 24 octombrie 1999, de către Ion Gosav în mandatul său ca primar, în prezența sutelor de cetățeni din comună, a elevilor și direcțiunii școlii reprezentată de către prof. Remus Bălănică, a câtorva zeci de veterani, și a preoților care au sfințit acest monument închinat celor dragi care s-au jertfit pe meleaguri străine pentru libertatea noastră. Atunci când a fost ridicat, era acoperit cu gresie, modernizarea lui fiind făcută în anul 2010 de către profesor Cosmin Curelea, în calitate de primar, în mandatul său.

#### Contribuții la Războiul de Independență
S-au împlinit peste 130 de ani de când armatele române sub conducerea viteazului domnitor Carol I, intrau biruitoare în Plevna și vestitul Osman Pașa închină sabia și drapelul semilunei acestuia. Din comuna Cașin, 23 de tineri au luptat pe câmpul Bulgariei la Grivița și Plevna, cu toată vitejia și dragostea pentru domn și țară. Cei 23 de cășuneni care au participat la bătăliile date între anii 1877-1878 au fost: Ciubotaru Ion, Cimpoia Ion, Cârjeu Ion, Andronache Gheorghe, Andăr Ilie, Boghici Ion, Grandea Nicolae, Codreanu Gheorghe, Dragu Gheorghe, Drăgan Vasile, Grădinaru Gheorghe, Grigoraș Nicolae, Grozescu Nicolae, Igă Gheorghe, Manea Chiriță, Marangoci Ion, Mitruță Ștefan, Oncică Ion, Pâslaru Ion, Pâslaru Radu (poreclit Bobleasă), Pruncu Ion, Stratulat Nicolae, Tănase Ion.  
Din cei 23 de veterani pomeniți, Grigoraș Neculai a murit pe câmpul de luptă, răpus de gloanțe turcești la Plevna; Tănase Ion a murit înecat în apa Vidinului lângă Nicopole, iar 21 s-au întors la căminele lor după sfârșitul războiului.
Veteranul de război Cârjeu Ion a povestit că, în timpul acestui război, ei au asediat la Plevna o unitate militară turcească timp de o lună de zile, iar, ca o consecință, trupele românești au flămânzit, fiind nevoite să se hrănească mai multe zile la rând doar cu porumb fiert.

#### Contribuții la campania din 1913
Campania din 1913 de peste Dunăre, își are originea în învrăjbirea popoarelor balcanice: Bulgaria, Serbia și Grecia. După ce ele au adus un crâncen război în alianță pentru a înfrânge Turcia și a smulge cele din urmă ținuturi stăpânite pe nedrept, Bulgaria a trădat alianța cu Serbia și Grecia, intrând în luptă cu acestea. Bulgaria a atacat fără milă foștii aliați pentru a lua partea întreagă de război.
Oastea Română a intrat în Bulgaria pentru a opri această nelegiuire. Trecerea s-a făcut prin două părți: pe la Bechet și Corabia sub conducerea prințului moștenitor Ferdinand I. Oastea română a suferit mult de holeră și tifos. Pentru că armata română avea misiunea de a aduce pace, principele Ferdinand a ordonat acesteia să nu producă jafuri și urgii. A urmărit să fie apărată viața și avutul norodului din satele bulgare. În acest război, comuna Cașin a pierdut doar un singur soldat, „Cimpoia Gh. Ion”, mort de holeră pe malul bulgăresc al Dunării. Toți ceilalți în număr de 47 s-au întors acasă la căminele lor.

#### Contribuții în Primul Război Mondial
În anul 1914 a început unul din cele mai groaznice războaie, Primul Război Mondial, cuprinzând aproape toate statele lumii. Conflictul a început între Serbia și Imperiul Austro-Ungar, sub pretextul asasinării prințului moștenitor al tronului Austro-Ungar, de către un student sârb. România, vrând să-și îndeplinească visul ei de secole, „Unirea tuturor românilor într-un mănunchi”, a intrat în luptă de partea aliaților luptându-se cu puterile centrale pentru recăpătarea Ardealului.
La 15 august 1916, Regele Ferdinand I ordonă mobilizarea generală a armatei române, care și pătrunde în Ardeal prin diferite puncte trecând hotarele Carpaților și respingând armata ungară. A doua zi, germanii au oprit atacul de la Verdun asupra francezilor, și s-au îndreptat conduși de cei doi mari generali, Ludendorff și Mackensen, către România să o atace. Bunul Dumnezeu a stat împotriva lor, România atingându-și scopul. Pe Valea Cașinului la „Poiana Scutarului” și pe Valea Curiței la Sticlărie, armata română a respins prin lupte groaznice germanii care voiau să cucerească Moldova.
În timpul luptelor, un avion german a bombardat și satul Cașin. Bombele aruncate din acesta au făcut patru victime civile: Gheorghe Matei și soția Ana, Maria I. Matei și Maria Grozescu. În scurt timp, situația luptelor s-a schimbat în favoarea românilor, pericolul risipindu-se.

##### Eroii comunei Cașin din Primul Război Mondial

###### Cașin
- Bârlă Matei, caporal reg. 27 inf;
- Dragu Nicolae, soldat reg. 27 inf, mort dealul Frumușițele, Argeș;
- Igă Gheorghe, soldat reg. 27 inf;
- Brebuleț Gheorghe, soldat reg. 27 inf;
- Brebene Toader, caporal reg. 27 inf;
- Gosav I. Nicolae, soldat reg. 27 inf, mort la Poiana Uzului, înmormântat în valea pârâului secătura Grozei;
- Belei Gheorghe, soldat reg. 27 inf, mort în câmpul de luptă Bogoz;
- Pâslaru Ion, soldat reg. 27 inf;
- Nălboc R. Nicolae, soldat reg. 27 inf;
- Belei Nicolae, soldat reg.27 inf;
- Flintoacă Constantin, soldat reg. 27 inf, mort în Spitalul Crucea Roșie, Vaslui;
- Bucur Ioan, soldat reg. 27 inf, mort în Spitalul Crucea Roșie, Vaslui;
- Necula Niculae, soldat reg. 27 inf;
- Busuioc Ion, soldat reg. 67 inf;
- Comăneciu Soltir Ion, soldat reg. 67 inf;
- Brebene Gheorghe, soldat reg. 67 inf;
- Comăneciu Nicolae, soldat reg. 67 inf, mort Spitalul Dorohoiu;
- Cojocea G. Ion, soldat reg 55/68 inf;
- Cranț Nicolae, soldat reg 55/68 inf;
- Coman Vasile, soldat reg 55/68 inf;
- Cristea Ion, soldat reg 55/68 inf;
- Marcu Vasile, soldat reg 55/68 inf;
- Motocu D. Gh., soldat reg 55/68 inf;
- Moraru Zaharia, soldat reg 55/68 inf;
- Panțiru Gh., soldat reg 55/68 inf;
- Sbârcea Artan, soldat reg 55/68 inf, mort în lupta de la Sezelezek, Transilvania, 30 Sept.1916;
- Igă Nicolae, soldat reg. 55/67 inf;
- Nălbocu I., soldat reg. 55/67 inf;
- Cimpoia Nicolai, soldat reg. 55/67 inf;
- Cârjău I. Gh, soldat reg 55/67 inf;
- Cranț Gh.;
- Goloiu Ion;
- Median Nicolae;
- Median Ion;
- Mâșu N. I.;
- Comăneciu Soltir C.;
- Gaiță Ion;
- Andăr Gheorghe;
- Andăr Nicolae;
- Ismană Gh., artileria Călăreața, mort Spitalul Fântânele, Bacău;
- Gherasim N. Ion, artileria Călăreață, mort Spitalul Dumbrava, Botoșani;
- Cuciureanu Ion, artileria Călăreață, mort spit. ambulanță div. 6;
- Igă Ion, soldat cercul de recrutare Bacău;
- Neagoe Ion, soldat cercul de recrutare Bacău;
- Ciurea Ion, soldat reg. 11 inf;
- Smărăndoiu Nicolae, soldat reg. 1 grăniceri.;
- Cioclu Nicolae, telegrafia fir, mort spit. Iași;
- Păduraru D. Niculai;
- Dragu Ion, soldat reg. 27 inf, mort la Gugești R. Sărat.
- Igă Constantin, sergent, mort în Lupta de la Pralea, ianuarie 1917

###### Curița
- Vrânceanu Dimitrie, soldat reg. 4 Vânători;
- Enache George, soldat reg. 67 inf, prizonier;
- Stoican Neculai, soldat reg 27 inf, prizonier;
- Viziru Ioan, soldat reg. 67 inf;
- Buzatu Vasile, soldat reg. Batalion Vânători de munte, mort dealul Malaiului Curița;
- Marin Istrate, soldat reg. 27 inf, prizonier;
- Porumb Ion., soldat cerc de recrutare Bacău;
- Negoiescu I., soldat reg. 2 grăniceri, mort dealul Malaiului Curița;
- Porumb Neculai, soldat reg. 2 grăniceri, mort dealul Malaiului Curița;
- Marcu Radu, soldat reg. 27 inf;
- Gură Gh. Vasile, soldat reg. 2 grăniceri, mort dealul Malaiului Curița;
- Răuță Gheorghe, soldat cerc recrutare Bacău, prizonier;
- Floroiu Vasile, soldat reg. 67 inf;
- Marcu Ion, sergent reg. 27 inf, mort la Cărbunești;
- Botezatu Gheorghe, soldat reg. 4 Vânători, prizonier;
- Rusu Alex I., reg. 7 Roșiori;
- Marcu Stoica I. I., soldat reg. 27 inf, prizonier;
- Gheorghe Rusu, soldat reg. 7 Roșiori;
- Gură Constantin, soldat reg. 27 inf, prizonier Argeș;
- Marin N. Gh., soldat reg. 19 artilerie, mort la Turtucaia;
- Floroiu Gh. I., sergent reg. 27 inf, mort la Cărbunești;
- Enache Ion, soldat reg. 27 inf, mort la Toplița;
- Dragomir Ion, soldat reg. 1 artileria Călăreață;
- Zărnescu Gh., reg. 27 inf;
- Floroiu Gh., soldat batalionul 7 pionieri;
- Comăneciu Neculai, soldat reg. 67 inf;
- Lepădatu Gh. Vasile, soldat reg. 27 inf;
- Marcu Stoica N. V., soldat reg. 27 inf, prizonier;
- Rusu Neculai, soldat reg. 27 inf;
- Marcu G. Ioan, soldat reg. 27 inf;
- Botezatu Gh., mort Sovarad, Transilvania, Sept.1916.

###### Vlașca
- Gheorgheoiu Gh., soldat reg. 27 inf;
- Ghiuță Matei, soldat reg. 67 inf;
- Coantă Niculae, sergent reg. 27 inf;
- Lupu Vasile, sergent reg. 27 inf;
- Andrei Gh., sergent reg. 27 inf;
- A. Ursăriței Ion, soldat reg. 67 inf;
- Burican Neculai, soldat reg. 27 inf;
- Gorovei Vasile, soldat reg. 27 inf;
- Huhu Ioan, soldat reg. 27 inf;
- Filip Gh., soldat reg. 27 inf;
- Bacâru P. N., reg 3 artilerie;
- Huhu Ioan, soldat reg. inf;
- Dragomir I., soldat reg. 27 inf;
- A. Radului Vasile, soldat reg. 27 inf;
- Ciobotaru Vasile, soldat reg. 27 inf, mort în lupta de la Făncel, Transilvania, 30 Sept.1919.

###### Pochița
- Durbacă Neculai, soldat reg. 27 inf, mort în Franța, medaliat cu Virtutea Militară Cl. II.
- Florea Vasile, soldat reg. 27 inf;
- Florea Ion, soldat reg. 27 inf, mort lângă București;
- Coanta Vasile, soldat reg. 27 inf;
- Condeiu Ion, soldat reg. 27 inf;
- Coman Vasile, soldat reg. 27 inf;
- Zamfir Ion, soldat reg. 2 B, mort la Racova, la Muntele Momâia;
- Marangociu Ioan, soldat reg. 27 inf;
- Căpraru Cosma Gh., soldat reg. 27 inf, mort la Cireșoaia;
- Coantă Avram, soldat reg. 27 inf;
- Cuțit Ioan, soldat reg. 27 inf;
- Cuțit Neculai, soldat reg. 27 inf, mort la Bicaz.

În total, 114 tineri au pierit în primul război mondial.

#### Contribuții în al Doilea Război Mondial

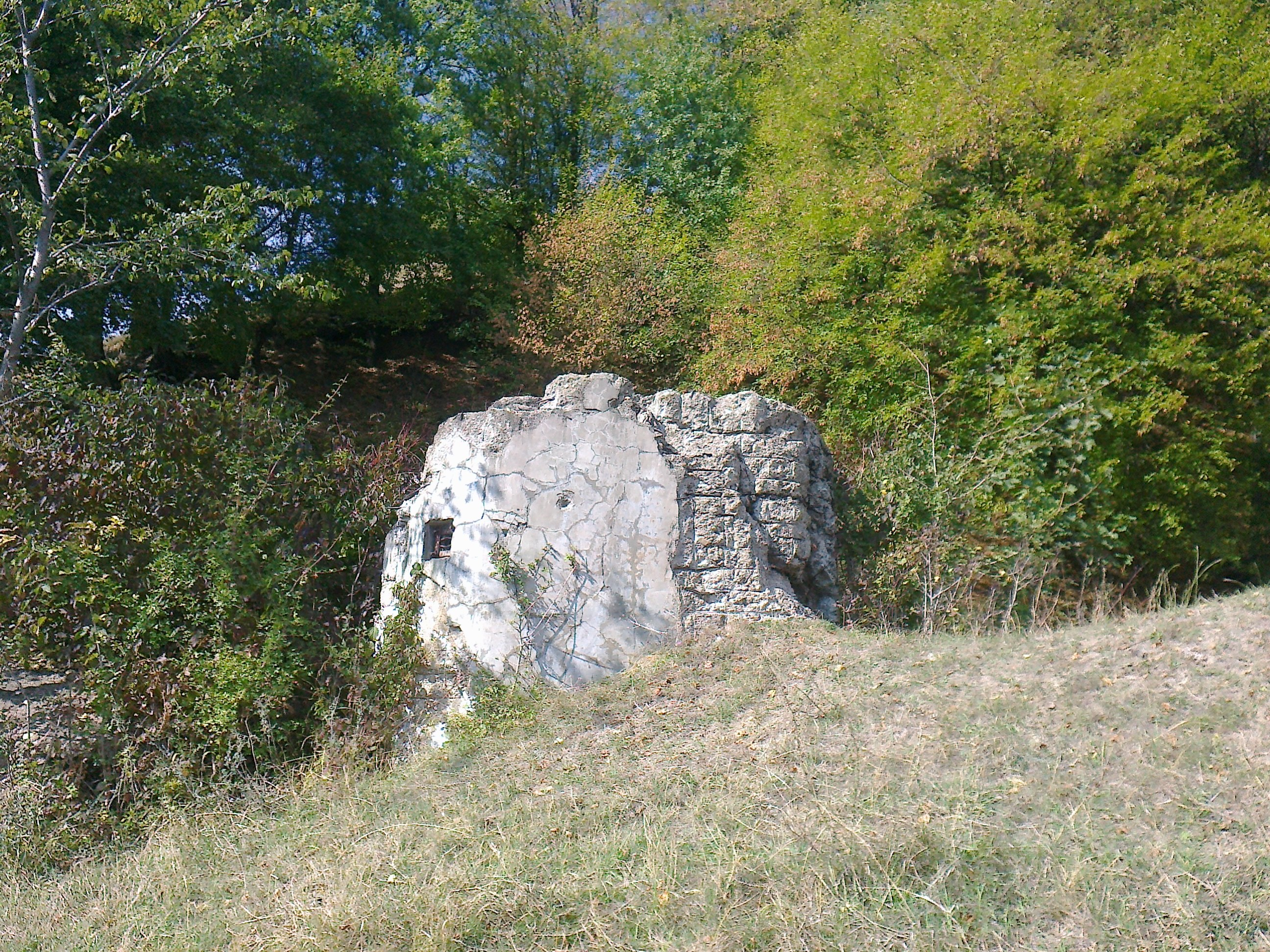
Cazemată de pe valea Cașinului, Lupești.

Al Doilea Război Mondial a izbucnit atunci când conducătorul Germaniei Naziste, Adolf Hitler, a atacat Polonia la data de 1 septembrie 1939. România a intrat în război, de data aceasta, de partea nemților, pentru a recăpăta teritoriul pierdut, Basarabia. Lupte între forțele armate au avut loc și pe valea Cașinului, unde se găsesc și astăzi cazemate, mărturii reale a teatrului de război.

##### Eroii comunei Cașin din al Doilea Război Mondial

###### Cașin
- Apostu Gheorghe;
- Balcanașu Mircea - ofițer, învățător;
- Băncilă Neculai;
- Botezatu Ioan (Hălășanu);
- Boeru Vasile - ofițer, învățător;
- Brebine I. Gheorghe;
- Bulea Gh. Neculai;
- Burducea Gheorghe;
- Cataramă Ioan;
- Comăneci I. Ion;
- Cojocea Neculai;
- Ciorac I. Ion;
- Dragu Costică - ofițer, învățător;
- Dragu Vasile;
- Flintoacă I. Gheorghe;
- Florescu I. Neculai;
- Florescu I. Ion;
- Fuiorea Gheorghe;
- Grădinaru Sp. Gheorghe;
- Gosav I. Ion;
- Gosav I. Ion;
- Gură Gheorghe;
- Gură Neculai;
- Iordache Neculai;
- Lupu Gheorghe;
- Lupu Constantin;
- Mânicuță Ioan;
- Mânicuță Constantin;
- Mocanu Vasile;
- Nălboc I. Ion;
- Oancea N. Ion;
- Oancea N. Gheorghe;
- Oproiu Ion;
- Slabu Neculai;
- Soltan Vasile;
- Tudose I. Ion;
- Tudose I. Gheorghe;
- Vârlan Alecu;
- Vârlan Vasile.

###### Curița
- Bămcilă Ion;
- Boitan Gh.Gheorghe;
- Botezatu Gheorghe;
- Botezatu Constantin;
- Botezatu Constantin;
- Botezatu Gheorghe;
- Fudulache Ioan;
- Fudulache Vasile;
- Gură Vasile;
- Maxim Gheorghe;
- Mititelu Vasile;
- Mititelu Neculai;
- Neagu Mircea;
- Răuță I. Ioan;
- Răuță I. Neculai;
- Stoican Neculai;
- Stoica-Marcu Gheorghe;
- Stoica-Marcu Ion;
- Vrânceanu Ion - ofițer, învățător.

## Administrația
Comuna Cașin este formată din două sate: Cașin și Curița, și din trei zone integrale: „Cotul lui Briceag”, „Vlașca” și „Pochița”.

### Cotul lui Briceag

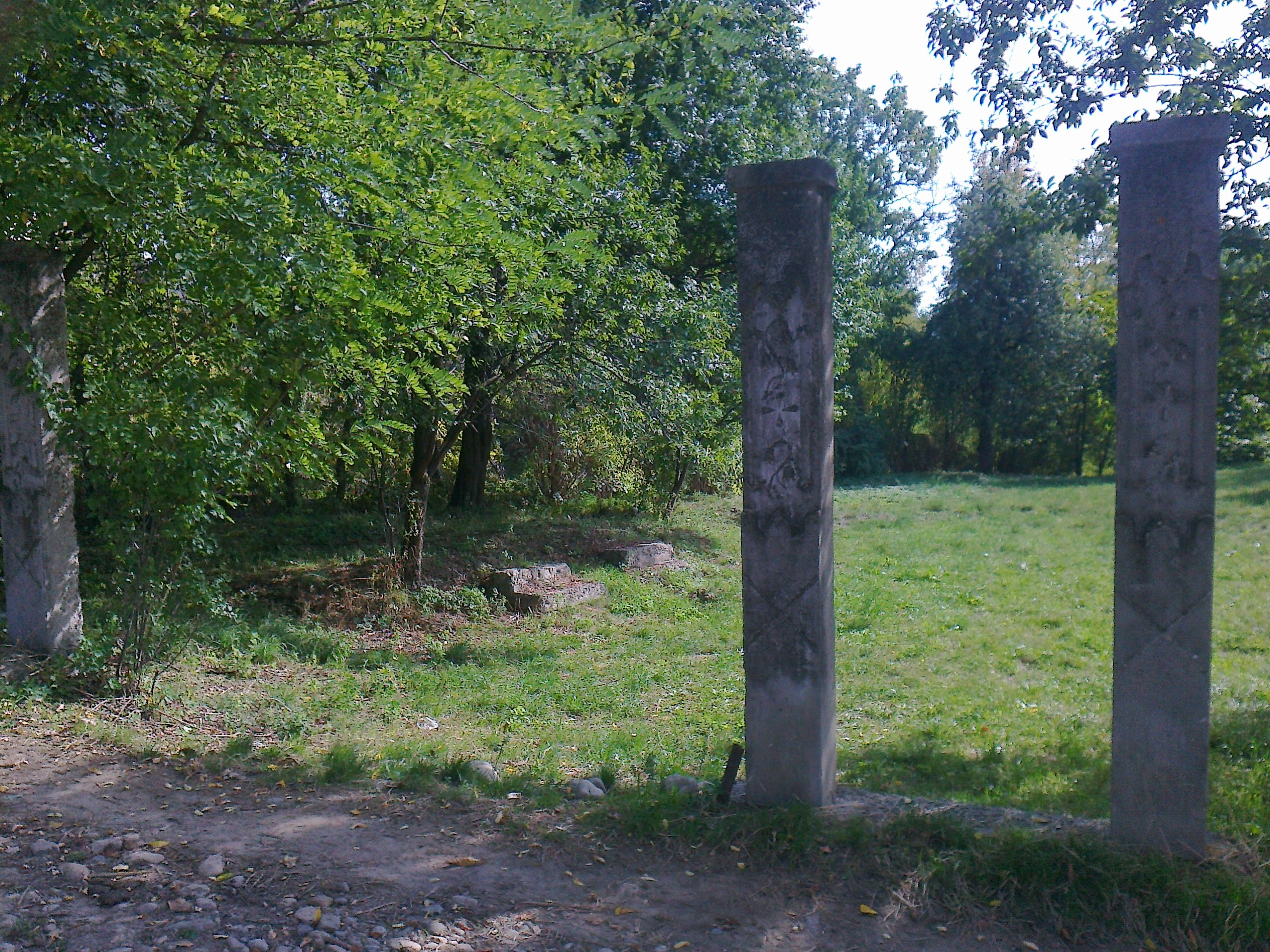
Stâlpii unei foste porți și treptele de piatră ce erau lângă prispa unei foste case a acestei curți părăsite, „Cotul lui Briceag”.

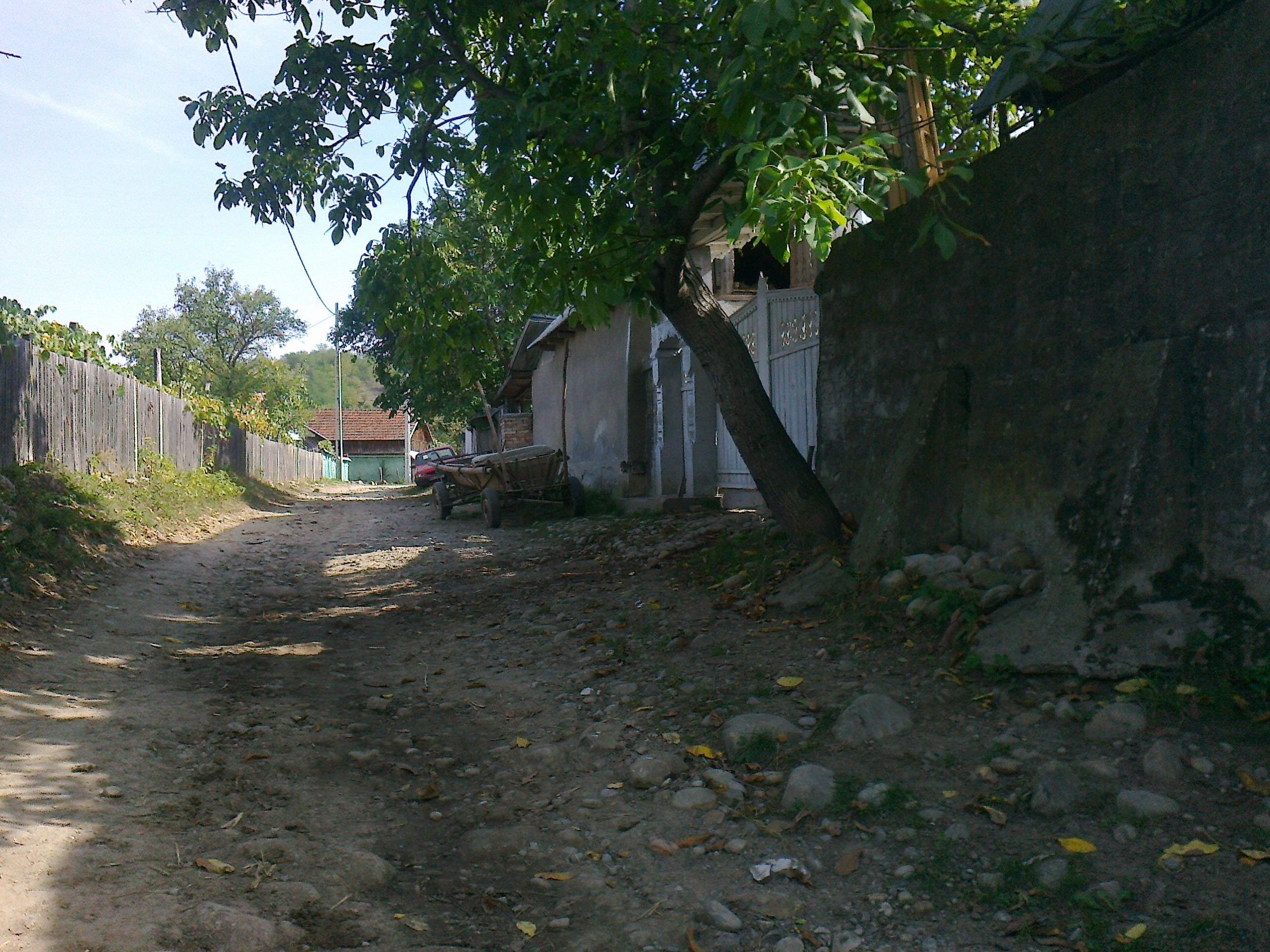
Priveliște din „Cotul lui Briceag”.

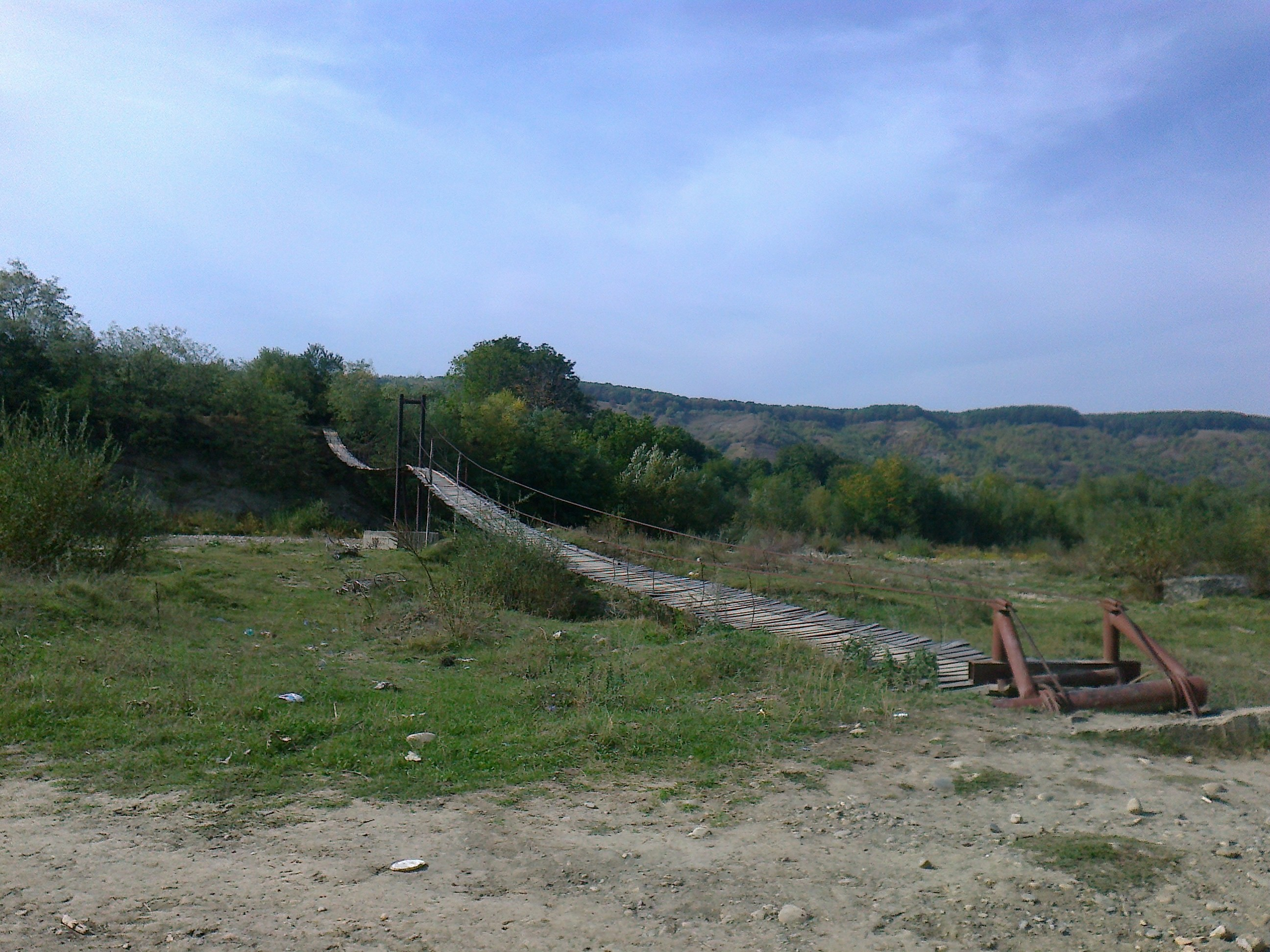
Puntea peste râul Cașin ce leagă „Cotul lui Briceag” de satul Cașin

Cătunul lui Briceag reprezintă o parte integrată a comunei Cașin, sau o zonă a acesteia, neavând statut de sat din lipsa numărului necesar de locuitori. Cătunul lui Briceag sau „Cotul lui Briceag” reprezintă de asemeni fostul sat Stănești înființat de Stan Cașen, altfel spus, nucleul comunei Cașin de astăzi.

#### Geografia

##### Poziție geografică
„Cotul lui Briceag” este situat la dreapta râului Cașin, din malul acestuia și până la poalele dealului Buciumi. Se învecinează înspre răsărit cu comuna Buciumi aflată deasupra pe dealul cu același nume, înspre miază-noapte cu zona numită „la Velniță”, înspre miază-zi cu Pochița, iar înspre apus cu satul Cașin, de care este despărțit prin râul Cașin. Legătura între satul Cașin și „Cotul lui Briceag” se poate face prin intermediul unei punți de lemn, sau cu automobilul ajungând mai întâi în Pochița și trecând apoi pe podul care face legătura între aceasta și satul Cașin.

##### Relief
„Cotul lui Briceag” cuprinde o zonă mai amplă întru întreținerea de activități agricole. În jur se găsesc atât prunduri, în aproprierea râului Cașin, care deservesc la păscutul cirezilor de vaci, atât coaste de dealuri „la Velniță” care sunt un mediu foarte proprice dezvoltării viței-de-vii și a pomilor fructiferi, cât și terenuri agricole bune de semănat cereale. Solul cuprinde și straturi de argile și nisipuri în zona prundurilor și a șesurilor, dar și straturi de argile și calcare în zonele mai ridicate de coastă și de deal.

##### Populația
Numărul populației este foarte redus tocmai datorită condițiilor grele de a ajunge în această zonă a comunei, dar și a faptului că o parte a acestei zone este joasă, fiind în imediata apropriere a râului, de aceea în timp de inundații, gospodăriile aflate în aproprierea acestuia au fost avariate. Astfel, mulți și-au lăsat pământul pârloagă mutându-se în altă parte.

### Pochița

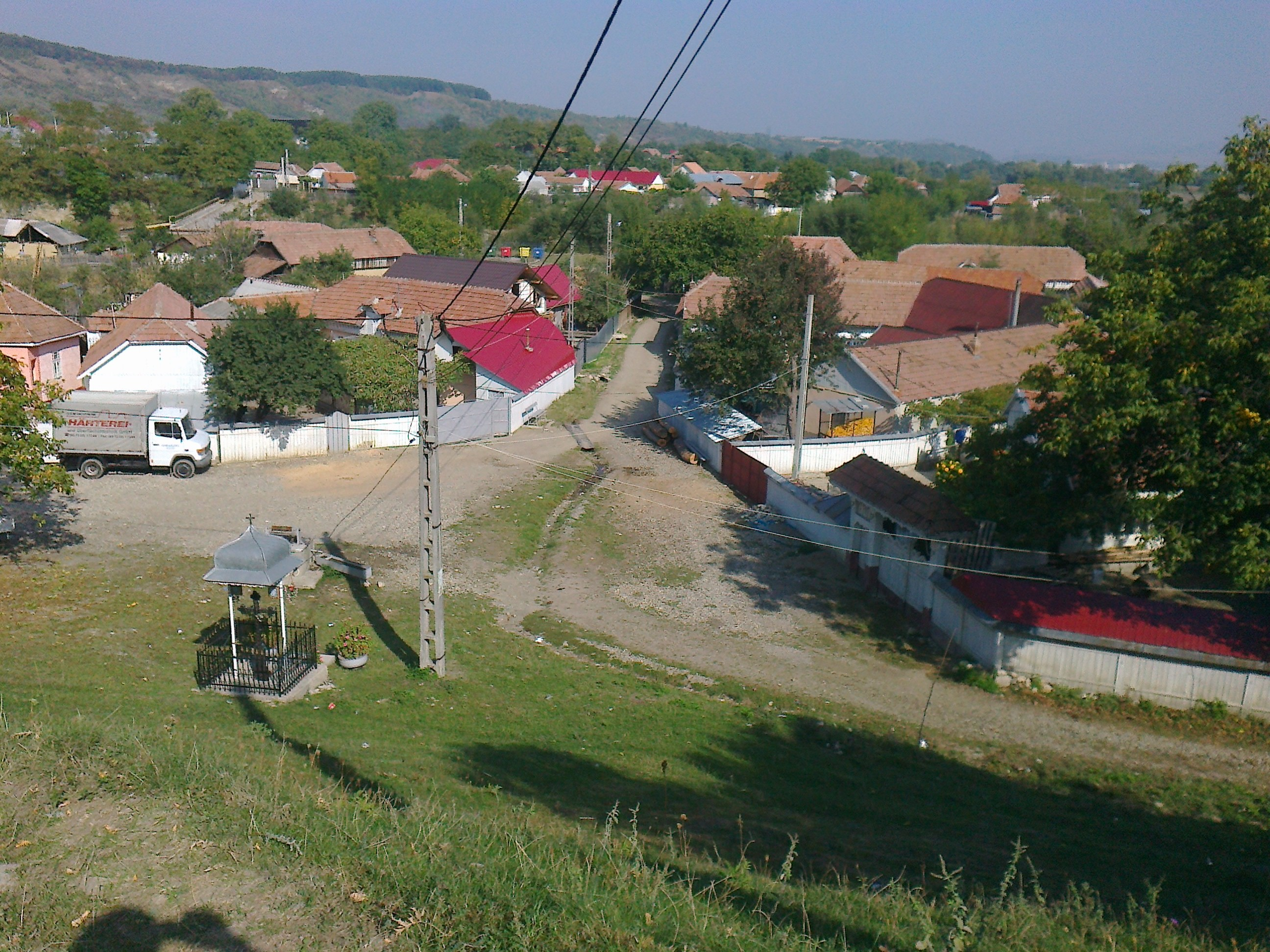
Vedere panoramică parțială a zonei Pochița

Cătunul Pochița este o parte integrată a comunei Cașin, care atestă din anul 1864. Demult Pochița deținea statut de sat, acum însă din lipsa locuitorilor aceasta nu mai are nici măcar cămin cultural, așadar este doar o zonă a comunei. Legenda spune ca demult era un om tare bogat in sat, de meserie cârciumar, pe care îl chema Dogaru, de aceea satul s-a numit un timp „cotul lui Dogaru”.

#### Geografia

##### Poziție geografică
Pochița este situată la poalele dealurilor Buciumi și Podu Mare, ocupând spațiul dintre acestea și râul Cașin. Se învecinează înspre apus cu Vlașca, înspre miază-noapte cu „Cotul lui Briceag”, înspre miază-zi cu satul Cașin, iar înspre răsărit cu comuna Buciumi situată deasupra pe dealul cu același nume. Pochița este o așezare umană exclusiv la dreapta apei Cașinului, asemeni „Cotul lui Briceag”.

##### Relief
Marea parte a Pochiței, asemeni Vlașcăi, este situată la un nivel jos, apropriat albiei de curgere a râului, astfel, la inundații puternice, apa a făcut ravagii gospodăriilor aflate la acest nivel. Există în Pochița și case construite mai sus, pe terase ale dealului Podu Mare, fiind astfel ferite de revărsările violente ale apei, însă fiind totodată și mai greu accesibile. Principala legătură dintre Pochița și satul Cașin se face printr-un pod ce trece peste apa Cașinului, putându-se astfel ajunge destul de ușor cu autoturisme în această zonă. Pe lângă soluri argilo-nisipoase întâlnite pe șes, zona Pochița mai conține în compoziția solurilor și argile-calcaroase în zona de deal. Din lipsa spațiului, agricultura nu este foarte dezvoltată.

##### Populația
Pe lângă populația de români ortodoxi, există în Pochița și un număr mic de unguri și sârbi. Populația originală a zonei Pochița, este la origine formată din coloniștii veniți de la Secăreni. Legenda spune că aceștia erau hapsâni și foarte zgârciți, aceasta oglindindu-se câteodată și astăzi prin prisma pochițenilor.

### Vlașca

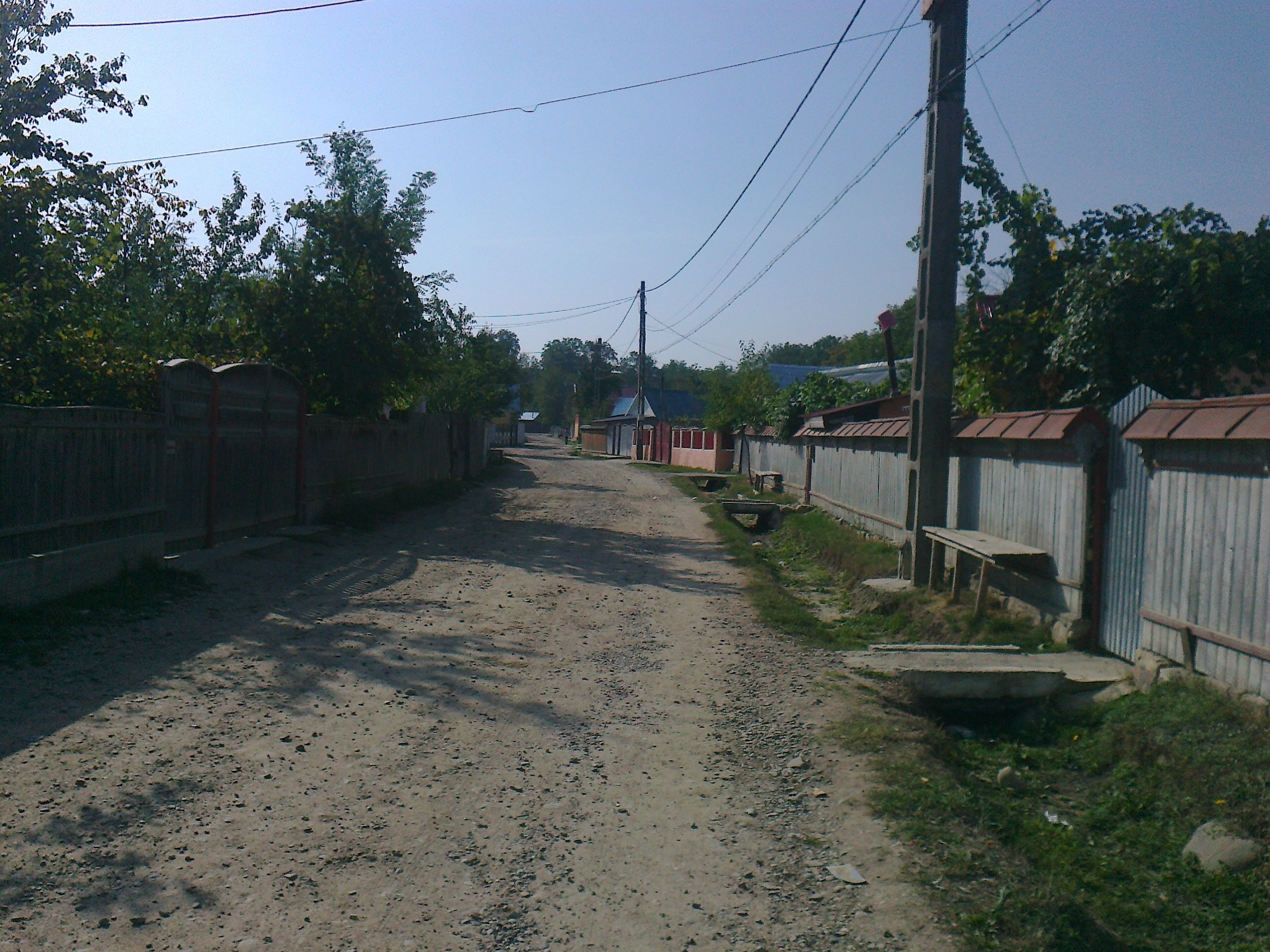
Vedere din țigănimea Vlașca

Cătunul Vlașca, ce astăzi nu mai are statut de sat din lipsa numărului de locuitori, reprezintă o parte integrată a comunei Cașin.
De la atestarea documentară din 1864 și până la 1908 când aceasta s-a alipit la comuna Cașin, Vlașca a avut statut de sat.
Numele vine de la boierul Vlasin Crețescu, care a a primit danie acest pământ, de la domnitorul Ștefan al II-lea al Moldovei, prin hrisovul tocmit de acesta la data de 20 iulie 1443.

#### Geografia

##### Poziție geografică
„Cotul Vlașca” este amplasat într-o mică depresiune formată în cadrul văii Cașinului, la vărsarea pârâului Curița în râul Cașin. Zona este astfel înconjurată din trei părți de aceste ape curgătoare, trecerea făcându-se pe un pod care dă la un pripor ce urcă mica depresiune până la strada principală, în dreptul punctului comercial „Cimpoia”. Înspre răsărit, Vlașca se învecinează cu Pochița, fiind despărțite de apa râului Cașin, iar în toate celelalte direcții, are ca vecin satul Cașin, cu care este despărți pe o lungime considerabilă de pârâul Curița.

##### Relief
Majoritatea zonei Vlașca cuprinde un relief jos, fiind aflată aici confluența de vărsare a pârâului Curița în râul Cașin. Zona fiind de o suprafață restrânsă, agricultura nu a putut fi exploatată prea intens în această zonă.
Straturile de sol sunt asemeni întregii comune, având în componență straturi argilo-nisipoase.
Datorită faptului că este o zonă joasă, Vlașca a fost devastată de inundațiile produse de râul Cașin, pagubele fiind foarte mari pentru familiile care locuiau în aproprierea apei.

##### Populația
Majoritatea locuitorilor din Vlașca sunt țigani ortodocși, veniți aici încă dinainte de 1864. Se spune că aceștia au fost toți împroprietăriți însuși de Cuza aici în Vlașca, pentru ca ei să fie la un loc. Astfel Vlașca este un fel de comunitate de țigani. În urmă cu 200 de ani, acești țigani erau lăutari, cismari și fierari, fiind de folos cășiunenilor. Astăzi, unii își căștigă traiul prin Italia, alții prin „ciubucărie”, alții muncind pământul cășiunenilor. Puțini mai sunt aceia ce păstrează obiceiurile vechi. Dintre lăutarii de astăzi, cel mai renumit țigan este Filip.

## Viața artistică

### Gospodăriile

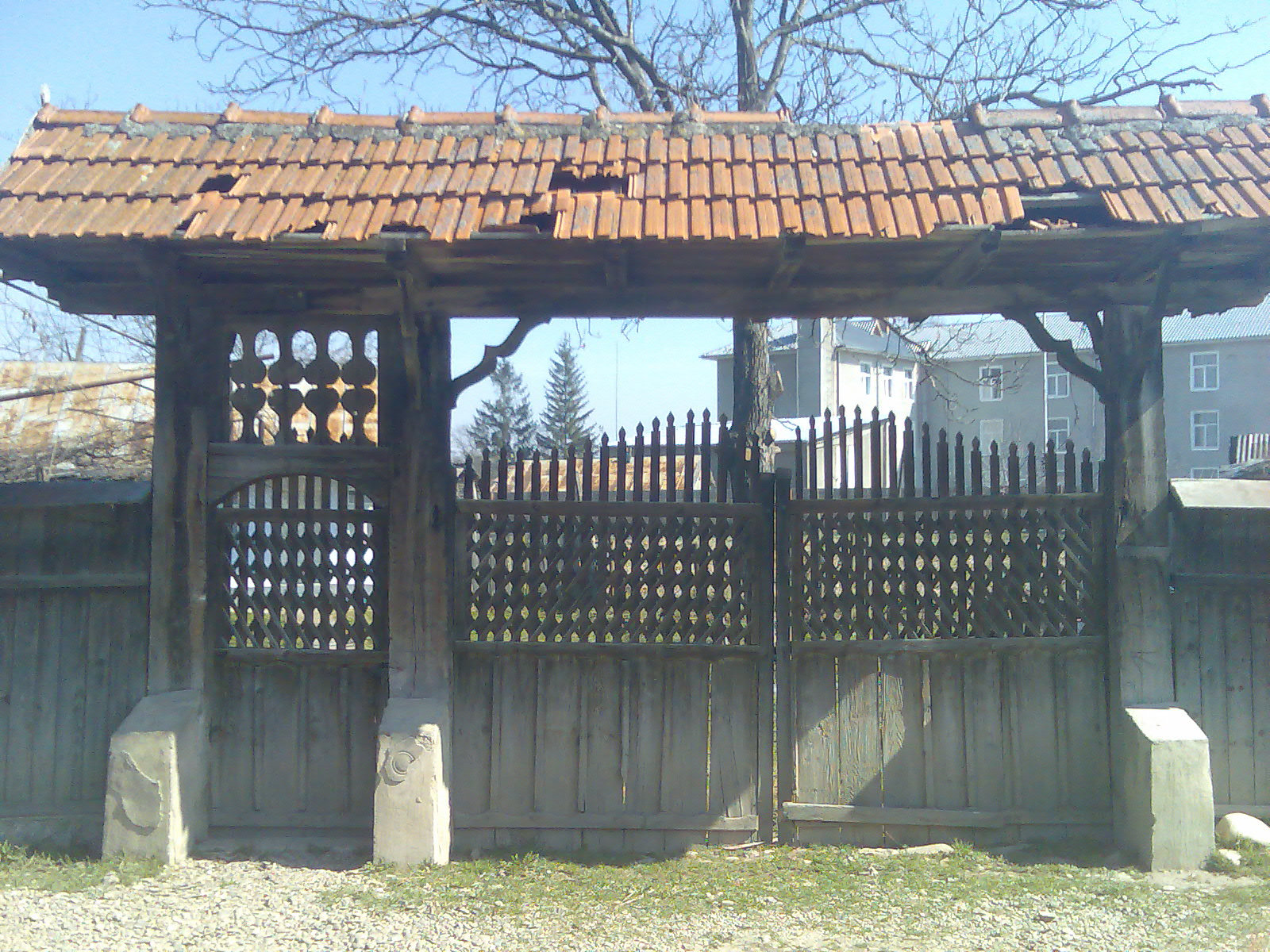
Poarta familiei Cosăcea Ion, făcută la data de 14 noiembrie 1936

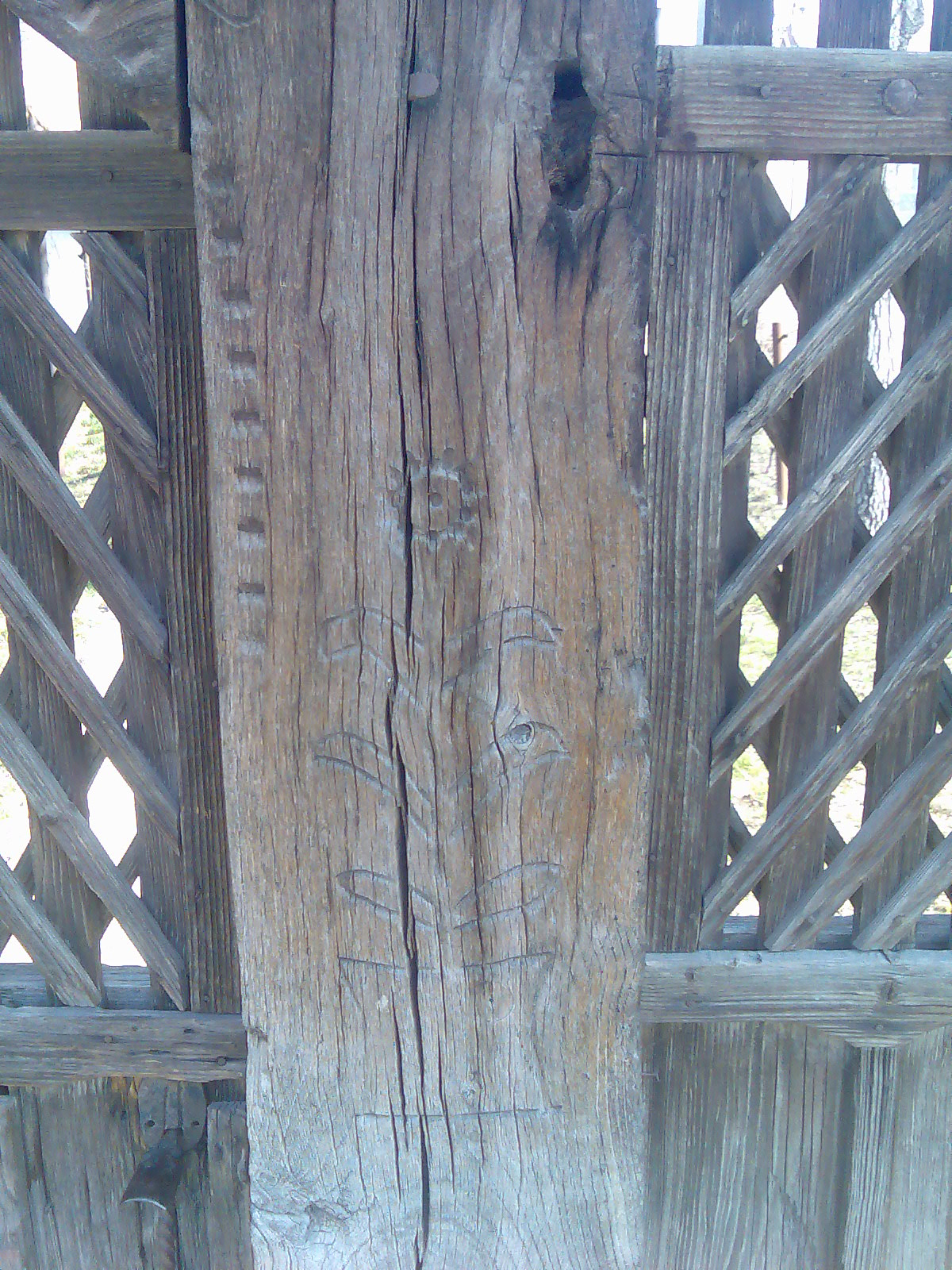
Motive florale - Poarta familiei Cosăcea Ion

Viața artistică a comunei Cașin este în strânsă legătură cu trecutul ei. Casele vechi de circa o sută de ani, dintre care puține se mai găsesc astăzi în comună, sunt construite din bârne de lemn de brad ale căror capete se prelungesc dincolo de cheutori. În construcția acestor case nu se găsește fier, până și cuiele cu care este prinsă șindrila pe acoperiș sunt făcute tot din lemn.
La casele mai noi se găsesc bineînțeles și cuie de fier, lucrate de fierari. Acoperișul este foarte înalt, având coama îngustă. În fața casei se află prispa potrivit de largă, cu stâlpi sau fără. Pe stâlpii prispei se sprijină cosoroaba și capetele grinzilor cu întreg acoperișul. La stâlpii din față este întotdeauna o culme, pe care se întind rufele la uscat. Pereții sunt văruiți și cu un brâu negru tras jos, înafară de peretele din dosul casei, care este totdeauna nevăruit. Are însă trei cruci albe trase cu bidineaua înmuiată în var. În bârnele pereților sunt înfipte niște penițe de lemn, numite „puricei”, pe care se sprijină lutul (tencuiala). Ușile sunt foarte rudimentare, au încuietori și chei de lemn. Ferestrele sunt mici și fixe, au drugi de lemn prinși în cruce. Casele vechi au trei încăperi: o tindă mică la intrare, prevăzută cu o mică deschidere după ușă, pentru ca să poată intra și ieși pisica. Sus este gura podului și scara de lemn pentru urcat în pod. Din tindă, drept înainte, intri într-o cameră mică unde locuiesc toți ai casei. Această încăpere are o singură fereastră, iar într-un colț se găsește o sobă mare cu vatră joasă, cuptor și hoarnă, sprijinită perichiciu cu doi stâlpi de lemn. Coșul sobei, scos din podul casei, este ridicat numai de o palmă de la podea având deasupra cabalaică - două cărămizi puse în picioare și rezemate una de alta, lăsând loc pentru ieșirea fumului din pod. Fumul apără lemnăria podului de putrezire, astfel acest sistem a fost și încă mai este folosit. În dreapta tindei se găsește a treia și cea din urmă încăpere, de obicei fără sobă și cu una sau două ferestre fixe. Toate încăperile sunt lipite de jos în sus cu lut amestecat cu baligă de cal.
Casele cele mai noi au camerele mai mari, iar ferestrele în canaturi, ca să se poată deschide pentru aierisire. Multe sunt acoperite cu țiglă, iar alții cu tablă. Casele de odinioară erau frumos împodobite înăuntru, fetelor mari reveninu-le această muncă. Icoana și candela, care se aprinde la fiecare sărbătoare, nu lipsea din niciocasă, pereții erau acoperiți cu scoarțe diferite, și cu motive naționale, mobila era simplă: un pat, o masă, câteva scaune, o oglindă și un dulap pentru haine. În camera de locuit se afla: un pat, o laiță, un blidar (colțar), o masă cu câteva scaune, obiecte de bucătărie. Pereții acestei camere se îmbracă cu scoarțe și leicere numai în zilele mari, la Paști și la Crăciun.

### Portul
Locuitorii satului Cașin au portul mocănesc, deosebit de al sătenilor din satele înconjurătoare.
Bărbații de altădată purtau: căciulă de miel cu fundul rotund, plete lungi lăsate pe spate, ițari de lână mai subțiri pentru vară și mai groși pentru iarnă, se încingeau cu chimir lat de piele, uneori împodobit cu nasturi de cositor. Purtau cămașă de cânepă pe deasupra ițarilor, și cheptar din piele de oaie înflorit cu mătase. Iarna îmbrăcau cojoc, suman și sarică. În picioare purtau opinci legate cu nojițe din păr de capră și obiele din lână. Femeile purtau părul lung, împletit în două cozi adunate în jurul capului, acoperit cu căiță și ștergar de borangic sau bumbac, cămăși de cânepă ori de bumbac, fotă neagră de lână, brăcine și chingă de lână, iar pe deasupra cu bondiță, cojocel sau zăbun. Iarna îmbrăcau și sarica. În picioare aveau opinci cu călțuni de bumbac sau de lână.Demult se obijnuia ca morții să fie înmormântați în costume naționale.

## Sport
La ora actuală, în comuna Cașin funcționează o singură echipă de fotbal, numită „Măgura Cașin” și activă în anul 2012 în Liga a IV-a (primul eșalon al județului Bacău). Echipa dispută meciurile de acasă pe stadionul „Mecon” din Onești, terenul din Cașin, numit „Tănase”, neîncadrându-se încă în standardele necesare respectivului eșalon.
De asemeni, în fiecare an la zilele comunei (de obicei pe la 15 august, când este sărbătoarea „Sânta Maria Mare”), primăria organizează un mini-campionat de football pe terenul din curtea școlii Cașin. La acesta participă, pe categorii de vârstă, echipe de pe toate văile vecine ale Cașinului, premiile fiind răsplătite în cupe și bani. Atmosfera în aceste zile este una cu totul unică, învăluită într-un aer măreț de sărbătoare, voia bună, distracția și cheful regăsindu-se în inimile tuturor cășunenilor.

## Cultură
O personalitate a vieții culturale a comunei a fost învățătorul Neculai Pâslaru (1866–1943). A venit la școala din Cașin în 1890, iar în 1913, în urma unui examen, s-a transfert la Școala de Băieți nr. 2 din Târgu Ocna. La pensionarea sa în 1928, Ministerul Instrucțiunii i-a acordat medalia „Răsplata Muncii pentru Învățământ” pentru întreaga activitate didactică. După pensionare, a documentat și a redactat prima monografie a comunei Cașin.